# Shōgi
Lo shōgi (将棋, 本将棋?, shōgi, hon shōgi, shōgi standard), in giapponese "gioco dei generali", fa parte della famiglia di giochi strategici da tavolo a cui appartengono anche scacchi, xiangqi e makruk, derivanti dall'antico gioco indiano del caturaṅga, del VI secolo.
Il gioco dello shōgi è originario del Giappone e viene talvolta definito come "scacchi giapponesi".

## Regole del gioco

### Obiettivo
Obiettivo del gioco, come negli scacchi, è dare scacco matto (詰み?, tsumi) al Re avversario. Tale situazione si verifica quando il Re è sotto scacco (王手?, ōte), ossia minacciato di cattura, e non può fuggire da esso. Nelle partite ufficiali di shōgi il giocatore che subisce lo scacco matto deve dichiarare esplicitamente il ritiro; se ciò non dovesse avvenire, la partita continuerebbe fino all'esaurimento del tempo a disposizione e sarebbe registrata una sconfitta per tempo.

### Equipaggiamento

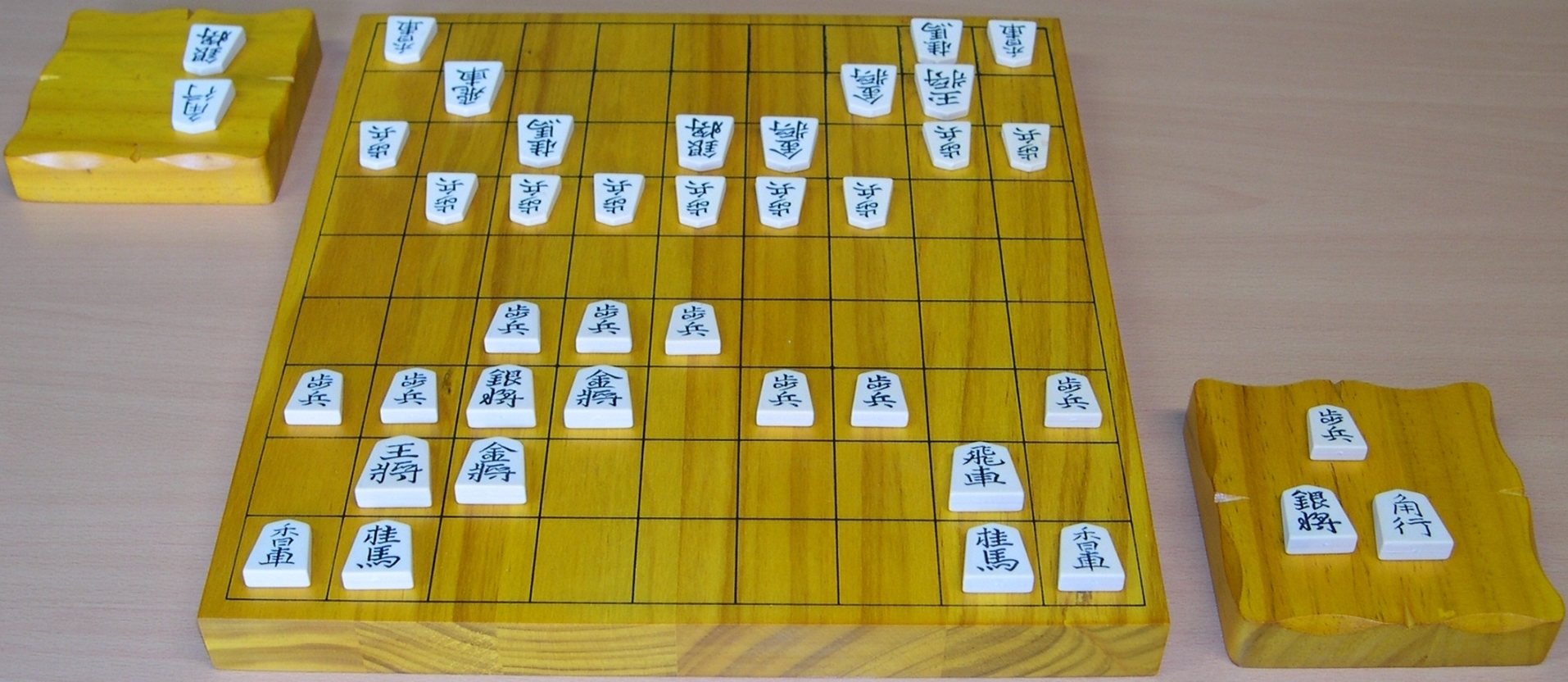
Una partita di shōgi. Al centro lo shōgiban, ai lati i komadai.

Lo shōgi si gioca su uno shōgiban (将棋盤? scacchiera), di solito fatto in legno, ma oggi è possibile trovarne in plastica o magnetici, con un totale di 81 caselle (枡?, masu), tutte uguali, disposte in una griglia di 9 traverse (段?, dan) per 9 colonne (筋?, suji).
I giocatori sono Sente (先手? Nero, prima mossa) e Gote (後手? Bianco, mossa successiva); a differenza degli scacchi nello shōgi chi inizia è il Nero. L'alternarsi delle mosse dei giocatori è detto taikyoku (対局? gioco).
Nello shōgi ci sono un totale di 40 koma (駒? pezzi), 20 per ogni giocatore, e sono i seguenti:
- 1 Re, chiamato in giapponese gyokushō (玉将? generale di giada) per il giocatore meno esperto e ōshō (王将? generale reale) per il più esperto; si possono distinguere perché il Re del giocatore inferiore utilizza un carattere simile a quello del superiore, ma con un tratto in più nella parte destra;
- 2 Generali d'oro (金将?, kinshō),
- 2 Generali d'argento (銀将?, ginshō),
- 2 Cavalli (桂馬?, keima, cavallo di katsura),
- 2 Lance (香車?, kyōsha, carro d'incenso),
- 1 Alfiere (角行?, kakugyō, linea ad angolo),
- 1 Torre (飛車?, hisha, carro volante),
- 9 Pedoni (歩兵?, fuhyō, soldato di fanteria).

Grazie alla regola del paracadutaggio, i pezzi utilizzabili sono sempre 40 dall'inizio alla fine della partita.
Un accessorio molto comune è il komadai (駒台? tavolo per i pezzi), uno per ogni giocatore, su cui sono appoggiati i pezzi catturati in modo da essere chiaramente visibili sia al giocatore che all'avversario. Nei tornei e nelle partite a tempo, si utilizza anche un orologio per scacchi (対局時計?, taikyokudokei), che a differenza degli scacchi viene azionato da un cronometrista nei tornei professionali.
| Pezzi non promossi | Pezzi non promossi | Pezzi non promossi | Pezzi non promossi | Pezzi non promossi | Pezzi non promossi    | Pezzi non promossi | Pezzi non promossi | Pezzi non promossi | Pezzi promossi     | Pezzi promossi     | Pezzi promossi     | Pezzi promossi     | Pezzi promossi              | Pezzi promossi        | Pezzi promossi     | Pezzi promossi     |
| Pezzo              | Kanji              | Lettura            | Inglese            | Italiano           | Significato letterale | Simboli            | Simboli            | Simboli            | Pezzo              | Kanji              | Lettura            | Inglese            | Italiano                    | Significato letterale | Simboli            | Simboli            |
| Pezzo              | Kanji              | Lettura            | Inglese            | Italiano           | Significato letterale | Int.               | Kanji              | Lettura            | Pezzo              | Kanji              | Lettura            | Inglese            | Italiano                    | Significato letterale | Int.               | Kanji              |
| ------------------ | ------------------ | ------------------ | ------------------ | ------------------ | --------------------- | ------------------ | ------------------ | ------------------ | ------------------ | ------------------ | ------------------ | ------------------ | --------------------------- | --------------------- | ------------------ | ------------------ |
| senza cornice      | 王将               | Ōshō               | King               | Re                 | Generale reale        | K                  | 王                 | Ō                  | Nessuna promozione | Nessuna promozione | Nessuna promozione | Nessuna promozione | Nessuna promozione          | Nessuna promozione    | Nessuna promozione | Nessuna promozione |
| senza cornice      | 玉将               | Gyokushō           | King               | Re                 | Generale di giada     | K                  | 玉                 | Gyoku              | Nessuna promozione | Nessuna promozione | Nessuna promozione | Nessuna promozione | Nessuna promozione          | Nessuna promozione    | Nessuna promozione | Nessuna promozione |
| senza cornice      | 金将               | Kinshō             | Gold               | Generale d'oro     | Generale d'oro        | G                  | 金                 | Kin                | Nessuna promozione | Nessuna promozione | Nessuna promozione | Nessuna promozione | Nessuna promozione          | Nessuna promozione    | Nessuna promozione | Nessuna promozione |
| senza cornice      | 銀将               | Ginshō             | Silver             | Generale d'argento | Generale d'argento    | S                  | 銀                 | Gin                | senza cornice      | 成銀               | Narigin            | Promoted silver    | Generale d'argento promosso | Argento promosso      | +S                 | 全                 |
| senza cornice      | 桂馬               | Keima              | Knight             | Cavallo            | Cavallo di katsura    | N                  | 桂                 | Kei                | senza cornice      | 成桂               | Narikei            | Promoted knight    | Cavallo promosso            | Katsura promosso      | +N                 | 圭                 |
| senza cornice      | 香車               | Kyōsha             | Lance              | Lancia             | Carro d'incenso       | L                  | 香                 | Kyō                | senza cornice      | 成香               | Narikyō            | Promoted lance     | Lancia promossa             | Incenso promosso      | +L                 | 杏                 |
| senza cornice      | 角行               | Kakugyō            | Bishop             | Alfiere            | Linea ad angolo       | B                  | 角                 | Kaku               | senza cornice      | 龍馬               | Ryūma              | Horse              | Cavallo drago               | Cavallo drago         | +B                 | 馬                 |
| senza cornice      | 飛車               | Hisha              | Rook               | Torre              | Carro volante         | R                  | 飛                 | Hi                 | senza cornice      | 龍王               | Ryūō               | Dragon             | Re drago                    | Re drago              | +R                 | 龍                 |
| senza cornice      | 歩兵               | Fuhyō              | Pawn               | Pedone             | Soldato di fanteria   | P                  | 歩                 | Fu                 | senza cornice      | と金               | Tokin              | Tokin              | Tokin                       | Oro a forma di と     | +P                 | と                 |

I nomi dei pezzi in inglese sono stati scelti, per la maggior parte, in base alla corrispondenza ai loro equivalenti approssimativi negli scacchi occidentali e non necessariamente in base alla traduzione dei nomi giapponesi.
Ogni pezzo ha il nome indicato sulla propria faccia sotto forma di uno o due ideogrammi giapponesi. Sul lato opposto di ogni pezzo (ad eccezione dei Generali d'oro e del Re) vi sono uno o due altri caratteri, a volte colorati di rosso; questo secondo lato viene usato per indicare che il pezzo è stato promosso durante il gioco. I pezzi non differiscono in base al colore, ma ogni pezzo è sagomato a forma di punta di freccia in modo che la punta sia rivolta contro l'avversario, e questo determina chi ha il controllo del pezzo durante il gioco.
Alcuni pezzi appartengono a categorie particolari: vi sono i pezzi a lunga gittata (走り駒?, hashirigoma, pezzi che corrono, Torre, Alfiere e Lance), i pezzi grandi (大駒?, ōgoma, Torre e Alfiere, in riferimento alle loro dimensioni), i pezzi piccoli (小駒?, kogoma, Generale d'oro, Generale d'argento, Cavallo, Lancia, Pedone) e i pezzi metallici (金駒?, kanagoma, Generali d'oro e d'argento).
Per aiutare i giocatori occidentali, sono stati realizzati diversi set di pezzi occidentalizzati con simboli basati su quelli degli scacchi.

### Posizionamento iniziale dei pezzi

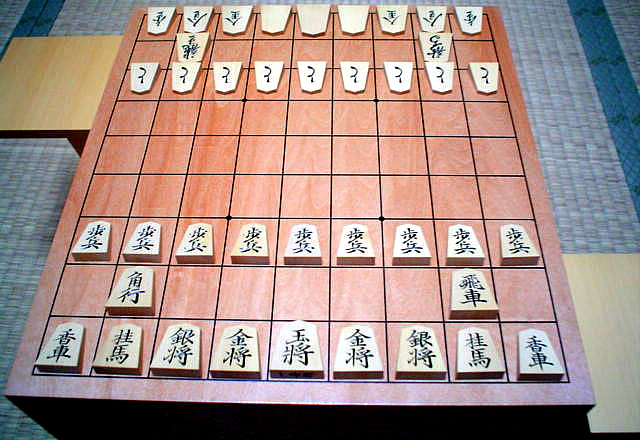
In basso, i pezzi secondo la loro disposizione iniziale, in alto, gli stessi pezzi dal lato promosso.

Ogni giocatore sistema tutti i propri pezzi in modo che la punta del pezzo sia rivolta verso l'avversario. I pezzi vengono disposti sulle tre traverse più vicine al giocatore. Sulla prima traversa si ha il Re al centro e ai suoi lati sono posti, andando verso l'esterno e simmetricamente, i Generali d'oro, i Generali d'argento, i Cavalli e infine le Lance. La seconda traversa ospita l'Alfiere davanti al Cavallo sinistro e la Torre davanti al Cavallo destro. Infine la terza traversa è completamente occupata dai Pedoni.
I giocatori professionisti posizionano i propri pezzi secondo un ordine ben definito. Ci sono due stili che i giocatori di shōgi utilizzano per sistemare i loro pezzi prima di una partita, questi sono lo stile Ōhashi (大橋流?, Ōhashi-ryū) e lo stile Itō (伊藤流?, Itō-ryū), che prendono il nome da due importanti famiglie note per conservare la tradizione dello shōgi. Di seguito l'ordine di posizionamento dei pezzi:
1. Re,
2. Generale d'oro a sinistra e poi a destra,
3. Generale d'argento a sinistra e poi a destra,
4. Cavallo a sinistra e poi a destra.

A questo punto gli stili si differenziano; per lo stile Ōhashi:
1. Lancia a sinistra e poi a destra,
2. Alfiere,
3. Torre,
4. Pedoni partendo dal centro e poi alternando sinistra e destra dall'interno verso l'esterno.

Per lo stile Itō:
1. Pedoni da sinistra a destra,
2. Lancia a sinistra e poi a destra,
3. Alfiere,
4. Torre.

Lo stile Ōhashi è nettamente il più comune. Alcuni attribuiscono il particolare ordine dello stile Itō al fatto che i pezzi a lunga gittata non dovrebbero minacciare direttamente l'avversario prima dell'inizio della partita.

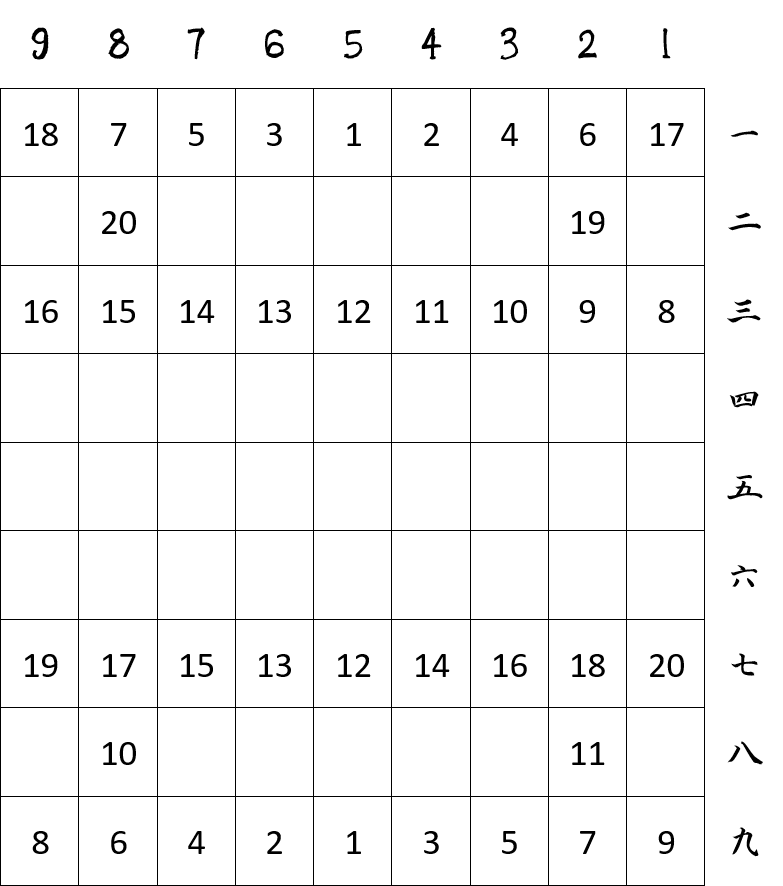
Il giocatore superiore utilizza lo stile Itō, il giocatore inferiore usa lo stile Ōhashi.
Disposizione finale.

### Furigoma

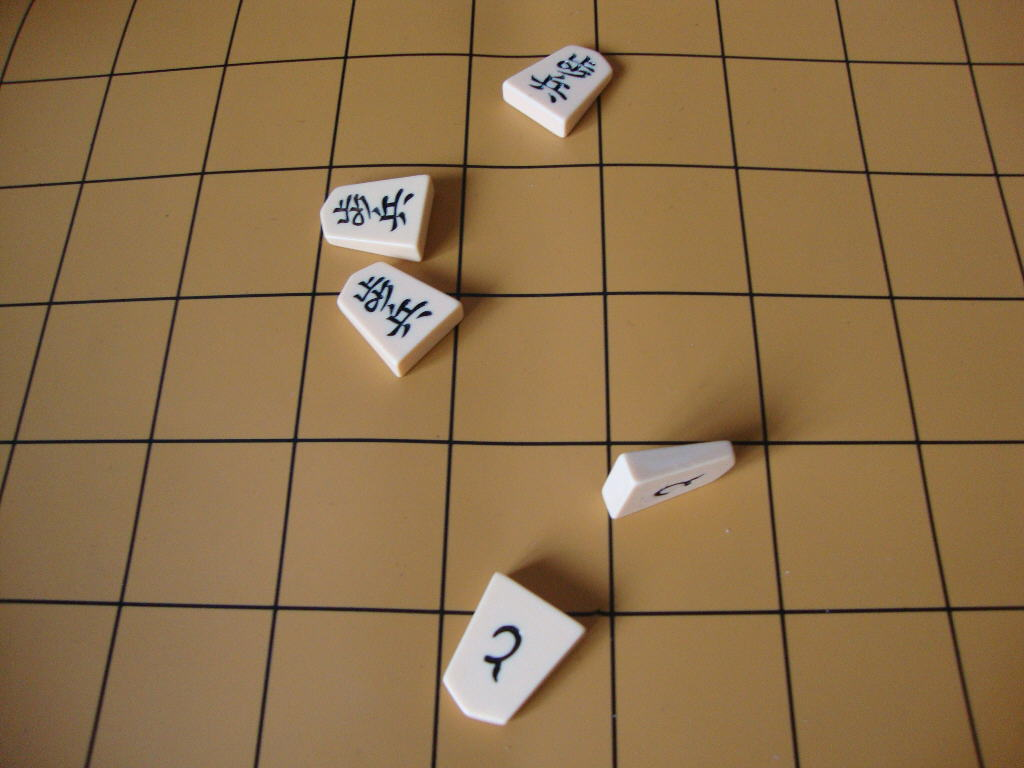
Qui il giocatore che ha lanciato diventerà Sente, essendoci tre Pedoni non promossi, un Tokin e un pezzo non valido.

Prima di ogni partita di shōgi, i giocatori decidono chi inizierà, o meglio dire chi sarà Sente (先手? Nero, prima mano) e chi Gote (後手? Bianco, mano successiva), nel seguente modo: il giocatore con il livello più alto o con più esperienza prenderà i propri cinque Pedoni centrali e li lancerà sopra lo shōgiban o, nei tornei professionistici, il cronometrista eseguirà il lancio per conto del giocatore più esperto inginocchiandosi al suo fianco e lanciando i pezzi sopra a un panno di seta; dopodiché, se ci sono più Pedoni dal lato iniziale o non promosso (il lato nero nei pezzi di due colori), allora inizierà il giocatore che ha eseguito il lancio e diventerà Sente, ma se ci sono più pezzi dal lato promosso (il lato in rosso in alcuni pezzi) allora chi ha lanciato i Pedoni diventerà Gote e l'altro diventerà Sente. Questa pratica è chiamata furigoma (振り駒? lancio dei pezzi). I pezzi che non hanno una delle due facce completamente a contatto con lo shōgiban o con il terreno e i pezzi sovrapposti (sia il pezzo che si trova sopra che quello che si trova sotto) non vengono contati, ma se un pezzo cade fuori dallo shōgiban con una delle due facce completamente a contatto con il tavolo o con il pavimento sarà comunque contato. Se si ha un numero pari di Pedoni e Tokin, il lancio viene eseguito di nuovo.

### Turni
Durante la partita Sente e Gote giocano alternandosi. Ogni turno di gioco è chiamato teban (手番?); per determinare l'inizio e la fine di un turno, valgono le seguenti regole:
- Il primo turno inizia non appena entrambi i giocatori si sono rialzati dal saluto iniziale;
- Tutti i turni successivi iniziano quando l'avversario stacca il dito dal pezzo appena mosso;
- Ogni turno, ad eccezione dell'ultimo, finisce quando il giocatore stacca il dito dal proprio pezzo; questo vale anche per l'ultimo turno quando la partita finisce per hansoku kōi o sennichite;
- Se la partita termina per jikangire, l'ultimo turno finisce nel momento in cui il tempo del giocatore finisce;
- Se la partita termina per tōryō, l'ultimo turno finisce nel momento in cui il giocatore che si ritira poggia il palmo della mano sul proprio komadai;
- In tutti gli altri casi, ossia quelli che prevedono una decisione di comune accordo da parte dei giocatori, l'ultimo turno termina nel momento in cui entrambi dichiarano il proprio assenso.

Durante il proprio turno di gioco, un giocatore può muovere (指す?, sasu, indicare) o paracadutare (打つ?, utsu, colpire) un pezzo e devono essere rispettate alcune regole:
- Ogni pezzo in gioco, quindi non catturato, deve trovarsi, all'inizio e alla fine di una mossa, all'interno di una casella e con la punta rivolta verso uno dei due giocatori;
- Ogni casella può essere occupata da un solo pezzo alla volta e ogni pezzo può occupare una sola casella alla volta;
- Un giocatore può utilizzare solo i propri pezzi (quelli con la punta rivolta verso l'avversario);
- L'orientamento dei pezzi sullo shōgiban rimane lo stesso all'inizio e alla fine della mossa;
- Per ogni turno si può muovere o paracadutare un solo pezzo e per una sola volta (一手?, itte);
- Non si può passare il turno; ciò significa che il giocatore deve obbligatoriamente muovere o paracadutare un pezzo.

#### Movimenti dei pezzi e catture
In questa sezione sono mostrati i movimenti dei pezzi. Anche se alcuni pezzi dello shōgi sono simili a quelli degli scacchi, questo non significa che si muovono esattamente allo stesso modo. Un pezzo non promosso prende il nome di namagoma (生駒?). In generale, il movimento dei pezzi è limitato dalle seguenti regole:
- Un pezzo può muoversi solamente all'interno della propria zona di efficacia (駒の利き? koma no kiki);
- Un pezzo non può essere mosso all'esterno dello shōgiban;
- Non ci si può muovere su caselle occupate dai propri pezzi;
- Se ci si muove su una casella occupata da un pezzo avversario, questo viene catturato ed entra a far parte della mano, uscendo temporaneamente dal gioco;
- I pezzi a lunga gittata devono interrompere la propria corsa non appena incontrano un pezzo proprio (fermandosi nella casa precedente) o avversario (catturandolo).

Di seguito sono mostrate le zone di efficacia dei pezzi non promossi.
|  | Re Il Re, come negli scacchi, può muoversi di una casella ortogonalmente o diagonalmente in qualsiasi direzione. |
|  | Generale d'oro Il Generale d'oro può muoversi di una casella ortogonalmente in qualsiasi direzione o diagonalmente in avanti. |
|  | Generale d'argento Il Generale d'argento può muoversi di una casella ortogonalmente in avanti o diagonalmente in qualsiasi direzione. |
|  | Cavallo Il Cavallo, similarmente agli scacchi, può muoversi di due caselle in avanti e una casella lateralmente, saltando i pezzi che si trovano lungo il percorso. A differenza degli scacchi non può muoversi lateralmente o all'indietro. Questo pezzo non può retrocedere. |
|  | Lancia La Lancia può muoversi di un qualunque numero di caselle ortogonalmente in avanti. Questo pezzo non può retrocedere. |
|  | Alfiere L'Alfiere, come negli scacchi, può muoversi di un qualunque numero di caselle diagonalmente in qualsiasi direzione. |
|  | Torre La Torre, come negli scacchi, può muoversi di un qualunque numero di caselle ortogonalmente in qualsiasi direzione. |
|  | Pedone Il Pedone può muoversi di una casella in avanti. A differenza degli scacchi, non può muoversi di due caselle alla prima mossa e mangia nella stessa direzione in cui si muove. Questo pezzo non può retrocedere.                                                        |

#### Promozione

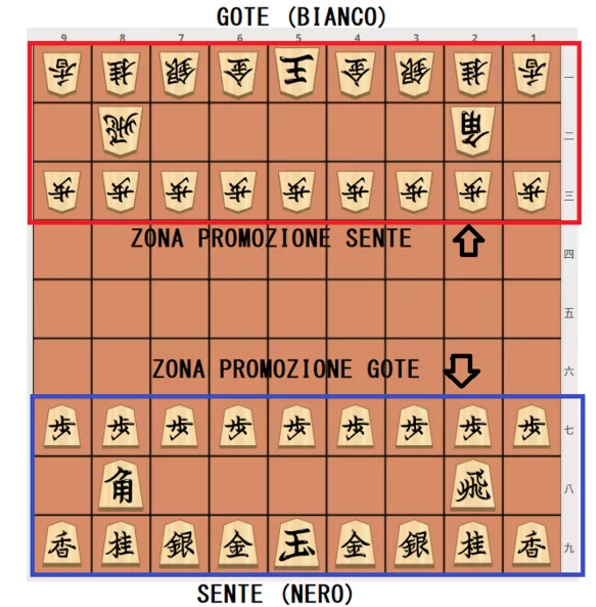
Le zone di promozione. In rosso quella di Sente, in blu quella di Gote. Convenzionalmente, Sente inizia nelle tre traverse inferiori.

La zona di promozione per ciascun giocatore corrisponde alle tre traverse più lontane, ossia alla zona in cui sono disposti inizialmente i pezzi dell'avversario (敵陣?, tekijin; la zona in cui sono disposti i propri pezzi è invece chiamata 自陣?, jijin). Nella maggior parte delle scacchiere, le zone di promozione sono delimitate da due coppie di punti (星?, hoshi, stelle) ai vertici di un quadrato 3×3 al centro dello shōgiban. Dopo ogni mossa che inizi o finisca all'interno della zona di promozione (quindi quando un pezzo vi entra, ne esce o si muove al suo interno, ma non quando vi viene paracadutato) il giocatore può promuovere il pezzo interessato. Se il giocatore sceglie di non promuovere allora questo si chiama funari (不成?). Una volta promosso, un pezzo non può tornare al suo stato originale. Quando vengono catturati, i pezzi perdono il loro status di pezzi promossi.
Valgono, inoltre, le seguenti regole:
- Un Pedone, una Lancia o un Cavallo che arrivino all'ultima traversa devono obbligatoriamente promuovere o non avrebbero più mosse disponibili;
- Per lo stesso motivo, un Cavallo che arrivi alla penultima traversa deve obbligatoriamente promuovere.

La promozione è indicata capovolgendo il pezzo e mostrando così i caratteri disegnati sulla faccia inferiore. In alcuni set il lato promosso è di colore rosso, mentre in altri mantiene il colore nero. I pezzi dello shōgi promuovono in questo modo:
- Il Re e il Generale d'oro non possono promuovere;
- Il Generale d'argento diventa un Generale d'argento promosso (成銀?, narigin, argento promosso);
- Il Cavallo diventa un Cavallo promosso (成桂?, narikei, katsura promosso);
- La Lancia diventa una Lancia promossa (成香?, narikyō, incenso promosso);
- L'Alfiere diventa un Cavallo drago (龍馬?, ryūma);
- La Torre diventa un Re drago (龍王?, ryūō);
- Il Pedone diventa un Tokin (と金? oro a forma di to, per via della semplificazione del kanji 金 che assomiglia allo hiragana と).

Un pezzo promosso viene chiamato narigoma (成駒?). Di seguito sono mostrate le zone di efficacia dei pezzi dopo la promozione.
|  | Generale d'argento promosso Dopo la promozione, il Generale d'argento si muove come il Generale d'oro.                                                               |
|  | Cavallo promosso Dopo la promozione, il Cavallo si muove come il Generale d'oro.                                                                                     |
|  | Lancia promossa Dopo la promozione, la Lancia si muove come il Generale d'oro.                                                                                       |
|  | Cavallo drago Dopo la promozione, l'Alfiere aggiunge al suo movimento normale anche la possibilità di muoversi di una casella ortogonalmente in qualsiasi direzione. |
|  | Re drago Dopo la promozione, la Torre aggiunge al suo movimento normale anche la possibilità di muoversi di una casella diagonalmente in qualsiasi direzione.        |
|  | Tokin Dopo la promozione, il Pedone si muove come il Generale d'oro.                                                                                                 |

#### Paracadutaggio
I pezzi catturati o pezzi in mano (持ち駒?, mochigoma) vengono acquisiti dal giocatore che ha effettuato la cattura, il quale può rimetterli in gioco sotto il proprio controllo. Ad ogni turno di gioco, anziché muovere un pezzo sullo shōgiban, il giocatore può prendere un pezzo che ha catturato e rimetterlo in gioco, rivolto verso l'avversario. Il pezzo conta a questo punto come ogni altro pezzo controllato dal giocatore che lo ha rimesso in gioco. Questo viene detto paracadutaggio.
I pezzi che vengono paracadutati nella zona di promozione non possono essere immediatamente promossi. La promozione richiede che il pezzo faccia un normale movimento in un successivo turno.
In linea di principio, un pezzo può essere paracadutato ovunque sullo shōgiban, tuttavia valgono le seguente regole:
- Un pezzo non può essere paracadutato su una casella già occupata da un altro pezzo, sia esso proprio o avversario;
- Un pezzo non può essere paracadutato all'esterno dello shōgiban;
- Un Pedone, un Cavallo oppure una Lancia non possono essere paracadutati sull'ultima traversa, poiché non disporrebbero altrimenti di mosse legali in un turno successivo;
- Per lo stesso motivo un Cavallo non può essere paracadutato sulla penultima traversa;
- Un Pedone non può essere paracadutato su una colonna in cui vi sia un altro Pedone (non promosso) controllato dallo stesso giocatore;
- Un Pedone non può essere paracadutato di fronte al Re avversario dando scacco matto.

### Fine della partita
Di solito nello shōgi, a differenza che negli scacchi, il giocatore che ha vinto non dice mai scacco o scacco matto, ma è l'avversario che accetta la sconfitta ritirandosi (投了?, tōryō). Un giocatore può ritirarsi anche se perde il suo spirito combattivo o non crede di poter più vincere. Il ritiro è indicato dalle frasi makemashita (負けました? ho perso) o arimasen (ありません? non ho altre mosse).
Un giocatore che effettua una mossa illegale perde immediatamente. (Questa regola può essere interpretata meno rigidamente nel caso di partite amichevoli).
Da notare che, al contrario di quanto accade negli scacchi, non esiste situazione di stallo, infatti la situazione in cui un giocatore sia costretto a muovere il Re in una casella controllata si presenta estremamente di rado e comunque, poiché nello shōgi lo scacco matto non porta immediatamente alla vittoria, che diviene ufficiale solo dopo le dimissioni del giocatore che lo subisce, il giocatore che si trova in questa situazione generalmente si ritira.
Ci sono altri due possibili modi per terminare la partita, anche se piuttosto rari: ripetizione (千日手?, sennichite) e impasse (持将棋?, jishōgi).
| Kanji            | Traslitterazione           | Effetto     | Significato |
| ---------------- | -------------------------- | ----------- | --- |
| 投了             | Tōryō                      | Sconfitta   | Ritiro. Può essere effettuato in qualsiasi momento durante il proprio turno di gioco.                                            |
| (詰み)           | (tsumi)                    | (sconfitta) | Scacco matto, ossia il proprio Re non può evitare la cattura. Notare che la sconfitta effettiva consiste nell'abbandono.         |
| 時間切れ         | Jikangire                  | Sconfitta   | Esaurimento del tempo a disposizione.                                                                                            |
| 反則行為         | Hansoku kōi                | Sconfitta   | Fallo. |
| 相入玉の点数不足 | Ainyūgyoku no tensū fusoku | Sconfitta   | Punti insufficienti. Quando i giocatori concordano per jishōgi, chi ha meno di 24 punti perde.                                   |
| 入玉宣言         | Nyūgyoku sengen            | Sconfitta   | Se un solo giocatore soddisfa le condizioni necessarie per dichiarare jishōgi ma non c'è accordo, chi ha meno di 24 punti perde. |
| 千日手           | Sennichite                 | Pareggio    | Ripetizione. Una posizione si ripete per quattro volte.                                                                          |
| 持将棋           | Jishōgi                    | Pareggio    | Impasse. Entrambi i Re si trovano nella zona di promozione e entrambi i giocatori hanno 24 punti o più.                          |

#### Scacco, scacco matto e ritiro
Quando un giocatore effettua una mossa tale da minacciare la cattura del Re avversario alla mossa successiva, si dice che con tale mossa "si dà scacco al Re" ed il Re minacciato è detto sotto scacco (王手?, ōte). Se un Re di un giocatore è sotto scacco e non vi sono mosse legali da parte del giocatore per sottrarre il Re alla minaccia di cattura, allora questo è uno scacco matto (詰み?, tsumi). A questo punto, il giocatore che subisce scacco matto può scegliere se far esaurire il tempo, fare una mossa illegale o ritirarsi, ma in pratica l'ultima scelta è automatica, in quanto ritenuta la più dignitosa; per questo motivo, in pratica, lo scacco matto pone termine alla partita con la sconfitta del giocatore che lo subisce. Se un giocatore avvia una sequenza di scacchi forzati che portano allo scacco matto, questa si chiama tsume (詰め?), se si avvia una sequenza dove il Re avversario non è costantemente sotto scacco ma non può evitare lo scacco matto (se non dando a sua volta scacco matto al giocatore) questa si chiama hisshi (必至? o 必死?), infine una mossa che potrebbe portare a una situazione di tsume o hisshi se non adeguatamente difesa viene chiamata tsumero (詰めろ?).

#### Sennichite
La regola del sennichite (千日手? mano di mille giorni) prevede che la partita sia considerata no contest o un pareggio nel caso in cui la stessa situazione si ripeta per quattro volte. La situazione è costituita dai seguenti elementi:
- Posizione dei pezzi sullo shōgiban,
- Numero e tipo dei pezzi posseduti da ogni giocatore,
- Turno (se deve giocare Sente o Gote).

Se questi elementi sono tutti uguali, allora la situazione è stata ripetuta.
Al verificarsi del sennichite, soprattutto nei tornei professionistici, è previsto che la partita sia rigiocata a colori invertiti e usando il tempo rimanente; se questo è inferiore a un'ora per uno o entrambi i giocatori, verrà aggiunto ad entrambi il tempo necessario affinché il giocatore con meno tempo possa avere un'ora a disposizione. Se però tra la prima e la quarta ripetizione le mosse di un giocatore sono sempre stati scacchi, allora il giocatore che da lo scacco perde. Un sennichite può essere stabilito dai giocatori di comune accordo se ritengono di essere in una situazione dove evitare il sennichite in qualsiasi modo porterebbe a uno svantaggio per un giocatore.

#### Jishōgi
Nel momento in cui entrambi i Re si trovano nell'area di promozione dell'avversario (相入玉?, ainyūgyoku, doppio Re entrante), siccome la maggior parte dei pezzi sono fatti per attaccare in avanti, trovare uno scacco matto diventa estremamente difficile. Per questo motivo, i giocatori possono decidere di concordare per un'impasse (持将棋?, jishōgi). In questo caso, ogni Torre o Alfiere in possesso del giocatore ha valore di cinque punti, tutti gli altri pezzi (escluso il Re) valgono un punto. Se la somma dei punti di entrambi i giocatori è di 24 o più (i punti sono in totale 54), la partita è no contest e verrà rigiocata allo stesso modo che per il sennichite, se invece uno dei giocatori ha ottenuto un punteggio inferiore, questi perde.
È inoltre possibile, per un giocatore, dichiarare un jishōgi senza il consenso dell'avversario se si verificano le seguenti condizioni:
- Il proprio Re si trova nella zona di promozione,
- Il punteggio ottenuto dai pezzi in mano e dai pezzi che si trovano nella zona di promozione (i pezzi che si trovano sullo shōgiban ma sono fuori dall'area di promozione non contano) è uguale o superiore a 24 punti,
- Il numero di pezzi (escluso il Re) che si trovano nella zona di promozione è uguale o superiore a 10 pezzi.
- Il Re non è sotto scacco.

Dopodiché, se il punteggio stabilito nella seconda condizione è uguale o superiore a 24 ma è minore di 31 la partita sarà no contest, se invece il punteggio è uguale o superiore a 31 punti il giocatore che ha eseguito la dichiarazione vince la partita. Se una delle condizioni non dovesse essere soddisfatta, il dichiarante perde la partita.
Se infine il numero di mosse di una partita supera le 500, la partita è immediatamente dichiarata no contest, tuttavia se una sequenza di tsume è in corso, la partita terminerà solo alla sua interruzione. Da notare che nessuna partita ufficiale registrata ha finora raggiunto le 500 mosse.

#### Hansoku kōi
Con hansoku kōi (反則行為?) si indicano tutte le mosse e i comportamenti proibiti durante una partita di shōgi. Queste sono:
- Atti contro le regole:
  - Eseguire due mosse consecutivamente (二手指し?, nitezashi),
  - Per Gote, eseguire la prima mossa al posto di Sente,
  - Muovere un pezzo in una posizione dove non può muoversi,
  - Promuovere un pezzo in una situazione in cui non può essere promosso,
  - Tentare di promuovere un Re o un Generale d'oro,
  - Riportare un pezzo promosso al suo stato originale,
  - Paracadutare un pezzo promosso,
  - Nascondere un pezzo tenendolo in mano o posandolo dietro allo shōgiban o al komadai, invece che metterlo ben visibile su di esso (隠し駒?, kakushi koma, pezzo nascosto),
  - Cambiare la propria mossa una volta terminata, ossia dopo aver tolto le dita dal pezzo (待った?, matta), anche se quest'ultima regola può essere allentata in caso di partite amichevoli o con handicap.
- Kinjite (禁じ手? mosse proibite), mosse che non violano le regole di base ma sono specificamente proibite:
  - Nifu (二歩? due Pedoni), avere due Pedoni non promossi sulla stessa colonna,
  - Ikidokoro no nai koma (行き所のない駒? pezzo senza un posto dove andare), non promuovere un Pedone o una Lancia che si trovi sull'ultima traversa o un Cavallo che si trova sull'ultima o penultima traversa, oppure paracadutare uno di questi pezzi nelle stesse posizioni,
  - Uchifudzume (打ち歩詰め? scacco matto con paracaduttaggio di Pedone), dare scacco matto paracadutando un Pedone davanti al Re avversario. È comunque consentito ottenere lo scacco matto muovendo un Pedone che si trova già sullo shōgiban (突き歩詰め?, tsukifudzume),
  - Ōte hōchi (王手放置? scacco abbandonato), muovere il Re in una posizione in cui sarebbe sotto scacco, lasciare il Re sotto scacco muovendo un altro pezzo, muovere un pezzo che protegge il Re dallo scacco.
- Renzoku ōte no sennichite (連続王手の千日手? sennichite con scacco perpetuo), stabilire un sennichite dando scacco all'avversario in tutte le mosse che intercorrono tra la prima e la quarta ripetizione; non importa se a stabilire la ripetizione è la propria mossa o quella dell'avversario.

### Controllo del tempo
Nei tornei professionistici di shōgi, proprio come negli scacchi, ogni giocatore ha un tempo prestabilito per pensare alle sue mosse. Ad ogni modo, diversamente dagli scacchi, i giocatori professionali di shōgi non sono tenuti ad azionare manualmente un orologio da gioco (対局時計?, taikyokudokei); ad ogni partita è assegnato un cronometrista (spesso un giocatore apprendista) che, utilizzando un cronometro, registra il tempo utilizzato da ogni giocatore. Il tempo utilizzato è sempre arrotondato per difetto al minuto, pertanto una mossa eseguita in meno di 60 s non consumerà tempo. Quando manca solo un minuto entra in vigore la regola del byōyomi (秒読み? conto alla rovescia), per cui il cronometrista avviserà che manca un minuto e successivamente contrà: 30, 40, 50, 1, 2, 3, 4, 5, 6, 7, 8, 9, 10. Se si arriva al 10, allora il giocatore perde la partita. Una regola particolare riguardante il byōyomi prevede che, nel caso a un giocatore dovesse accidentalmente scivolare dalla mano il pezzo che sta muovendo, questi può eventualmente toccare con il dito la casella dove intendeva muovere il pezzo e annunciare la mossa, che sarà considerata come valida, e posizionare con calma il pezzo durante il turno dell'avversario.
In tornei che mettono a disposizione poco tempo, come la NHK Cup (10 min), si utilizza generalmente un orologio da scacchi, attivato sempre dal cronometrista, e il tempo utilizzato viene misurato in secondi. Esaurito il tempo, ogni giocatore può utilizzare un determinato numero di kōryo jikan (考慮時間? tempi di considerazione) di un minuto ciascuno e, infine, una volta esauriti anche i kōryo jikan, disporrà di un byōyomi di 30 s. In questo caso il cronometrista conta: 10, 20, 1, 2, 3, 4, 5, 6, 7, 8, 9, 10. I kōryo jikan utilizzati vengono sempre arrotondati per difetto, pertanto un giocatore che esaurisca il tempo e successivamente faccia la sua mossa in meno di 60 s manterrà ancora tutti i suoi kōryo jikan.
Nei tornei amatoriali, in genere, si utilizzano orologi da scacchi azionati direttamente dai giocatori e, in alcuni casi, si possono non adottare il byōyomi e i kōryo jikan, seguendo la regola del kiremake (切れ負け? sconfitta immediata). In questo caso, Gote sceglie da che lato posizionare l'orologio, che deve essere raggiungibile da entrambi; per questo motivo, con gli shōgiban da pavimento, si può usare un supporto apposito chiamato taikyokudokei-dai (対局時計台? tavolo per l'orologio da gioco). Il proprio pulsante sull'orologio deve essere premuto con la stessa mano con cui si è mosso il pezzo.
Se un giocatore arriva in ritardo, gli verrà sottratto tre volte il tempo di ritardo, pertanto un giocatore in ritardo di 10 min perderà mezz'ora. Ad ogni modo, se il tempo sottratto supera il tempo a disposizione o se il ritardo è superiore a un'ora, il giocatore perderà la partita a tavolino. Se un giocatore annuncia in anticipo che non si presenterà, bisogna comunque attendere il tempo prestabilito per poter dichiarare una sconfitta per ritardo.
Se la partita dovesse essere dichiarata no contest per sennichite o jishōgi, questa verrà rigiocata a colori invertiti e ogni giocatore disporrà del tempo che gli rimaneva al raggiungimento dell'impasse o della ripetizione. Quando uno o entrambi i giocatori dispone di meno di un'ora (o due ore nel caso di battaglie per il titolo della durata di due giorni), verrà aggiunto a entrambi il tempo necessario affinché il giocatore con meno tempo abbia a disposizione esattamente un'ora (o due). Il tempo della partita a colori invertiti non può comunque superare quello normalmente previsto.
Nei tornei professionistici, sono generalmente previste pause di 40 min per il pranzo e la cena. La pausa per la cena, ad ogni modo, è generalmente prevista solo per battaglie per il titolo da un giorno con un tempo a disposizione di cinque ore o più o per battaglie per il titolo da due giorni con tempo a disposizione di nove ore o più. Inoltre, tra una partita no contest e la successiva giocata a colori invertiti è generalmente prevista una pausa di mezz'ora.
Nelle partite informali tra conoscenti o in locali appositi, molto spesso non si utilizza alcun controllo del tempo, i giocatori avranno quindi a disposizione tutto il tempo necessario per pensare alle proprie mosse.
Nei siti e nelle applicazioni per giocare a shōgi online si utilizzano vari metodi di controllo del tempo, sia tipici dello shōgi che di origine scacchistica.

#### Controllo del tempo nei tornei professionali
Di seguito è indicato il tempo a disposizione per i principali tornei professionali e femminili, quando presente, il byōyomi è indicato da ★ se di 1 min, ☆ se di 30 s e (40) se di 40 s:
| Tornei professionali principali | Tornei professionali principali          | Tornei professionali principali                                     | Tornei professionali principali                                                               |
| Torneo                          | Battaglia per il titolo                  | Fasi finali                                                         | Qualificazioni                                                                                |
| ------------------------------- | ---------------------------------------- | ------------------------------------------------------------------- | --------------------------------------------------------------------------------------------- |
| Ryūō                            | 8 h (al meglio delle sette, due giorni)  | 5 h (semifinale al meglio delle tre) 5 h (torneo a partita singola) | 5 h (partite per la classifica) 3 h★ (play-off)                                               |
| Meijin                          | 9 h (al meglio delle sette, due giorni)  | 6 h (classi A e B1) 6 h★ (classi B2 e inferiori)                    | 6 h (classi A e B1) 6 h★ (classi B2 e inferiori)                                              |
| Ōi                              | 8 h (al meglio delle sette, due giorni)  | 4 h                                                                 | 4 h                                                                                           |
| Ōza                             | 5 h★ (al meglio delle cinque, un giorno) | 5 h★                                                                | 5 h★                                                                                          |
| Kiō                             | 4 h (al meglio delle cinque, un giorno)  | 4 h (semifinale al meglio delle due) 4 h (torneo a partita singola) | 4 h                                                                                           |
| Eiō                             | 4 h★ (al meglio delle cinque, un giorno) | 3 h★                                                                | 1 h★                                                                                          |
| Ōshō                            | 8 h (al meglio delle sette, due giorni)  | 4 h★                                                                | 3 h★                                                                                          |
| Kisei                           | 4 h (al meglio delle cinque, un giorno)  | 4 h                                                                 | 3 h (seconda qualificazione) 1 h★ (prima qualificazione)                                      |
| Altri tornei professionali      |                                          |                                                                     |                                                                                               |
| Torneo                          | Finale                                   | Fasi finali                                                         | Qualificazioni                                                                                |
| Asahi Shōgi Open Cup            | 40 min★                                  | 40 min★                                                             | 40 min★                                                                                       |
| Ginga                           | 15 min☆ (10 kōryo jikan)                 | 15 min☆ (10 kōryo jikan)                                            | 25 min☆                                                                                       |
| NHK Cup                         | 10 min☆ (10 kōryo jikan)                 | 10 min☆ (10 kōryo jikan)                                            | 20 min☆                                                                                       |
| Nihon Series                    | 10 min☆ (5 kōryo jikan)                  | 10 min☆ (5 kōryo jikan)                                             | －                                                                                            |
| Shinjin'ō                       | 3 h (al meglio delle tre, un giorno)     | 3 h                                                                 | －                                                                                            |
| YAMADA Challenge Cup            | 20 min☆                                  | 20 min☆                                                             | －                                                                                            |
| Kakogawa Seiryō                 | 1 h★ (al meglio delle tre, un giorno)    | 1 h★                                                                | －                                                                                            |
| Tornei femminili principali     |                                          |                                                                     |                                                                                               |
| Torneo                          | Battaglia per il titolo                  | Fasi finali                                                         | Qualificazioni                                                                                |
| Hakurei                         | 4 h★ (al meglio delle sette, un giorno)  | 2 h★                                                                | 2 h★                                                                                          |
| Seirei                          | 4 h★ (al meglio delle cinque, un giorno) | 3 h★                                                                | 2 h★                                                                                          |
| Joō                             | 3 h★ (al meglio delle cinque, un giorno) | 3 h★                                                                | 40 min★ (torneo) 30 min☆ (preliminari)                                                        |
| Joryū Ōza                       | 3 h (al meglio delle cinque, un giorno)  | 3 h                                                                 | 3 h★ (seconda qualificazione) 40 min★ (prima qualificazione) 15 min☆ (qualificazione amatori) |
| Joryū Meijin                    | 3 h (al meglio delle cinque, un giorno)  | 2 h                                                                 | 2 h                                                                                           |
| Joryū Ōi                        | 4 h (al meglio delle cinque, un giorno)  | 3 h                                                                 | 2 h                                                                                           |
| Joryū Ōshō                      | 3 h★ (al meglio delle tre, un giorno)    | 25 min(40)                                                          | 25 min(40)                                                                                    |
| Kurashiki Tōka                  | 2 h★ (al meglio delle tre, un giorno)    | 2 h★                                                                | 2 h★                                                                                          |
| Altri tornei femminili          |                                          |                                                                     |                                                                                               |
| Torneo                          | Finale                                   | Fasi finali                                                         | Qualificazioni                                                                                |
| YAMADA Joryū Callenge Cup       | 20 min☆                                  | 20 min☆                                                             | －                                                                                            |

### Handicap
Quando due giocatori di diversi livelli giocano una partita a shōgi, si può decidere di applicare un handicap (手合割?, teaiwari) al giocatore di livello più alto, in modo da rendere l'incontro più equo. Il giocatore di livello più alto (上手?, uwate) muove per primo e alcuni pezzi vengono rimossi dalla sua disposizione iniziale, mentre quello con il livello più basso (下手?, shitate) mantiene la disposizione iniziale standard e muove per secondo. Una partita senza handicap è chiamata hirate (平手? mossa piatta).
Di seguito sono elencati gli handicap più comuni:
| Differenza di livello          | Differenza di livello     | Differenza di livello | Kanji        | Traslitterazione   | Significato |
| Raccomandata dalla federazione | Sistema Iemoto aggiornato | Sistema Iemoto        | Kanji        | Traslitterazione   | Significato |
| ------------------------------ | ------------------------- | --------------------- | ------------ | ------------------ | --- |
| Nessuna differenza             | Nessuna differenza        | Nessuna differenza    | 振り駒の平手 | Furigoma no hirate | Partita normale con sorteggio di Gote e Sente.                                                                            |
| 1 livello                      |                           |                       | 定先         | Jōsen              | Sente prefissato. Shitate gioca come Sente.                                                                               |
| 2 livelli                      | 1 livello                 | 2 livelli             | 香落ち       | Kyōochi            | Lancia. Viene rimossa una delle due Lance (generalmente la sinistra).                                                     |
|                                | 2 livelli                 |                       | 両香落ち     | Ryōkyōochi         | Due Lance. Vengono rimosse entrambe le Lance.                                                                             |
| 3 livelli                      | 3 livelli                 | 4 livelli             | 角落ち       | Kakuochi           | Alfiere. Viene rimosso l'Alfiere.                                                                                         |
| 4 livelli                      | 4 livelli                 | 6 livelli             | 飛落ち       | Hiochi             | Torre. Viene rimossa la Torre.                                                                                            |
| 5 livelli                      | 5 livelli                 | 8 o più livelli       | 飛香落ち     | Hikyōochi          | Torre e Lancia. Vengono rimosse la Torre e una delle due Lance (generalmente la sinistra).                                |
|                                | 6 livelli                 |                       | 飛両香落ち   | Hiryōkyōochi       | Torre e due Lance. Vengono rimosse la Torre ed entrambe le Lance.                                                         |
| 6-7 livelli                    | 7 livelli                 |                       | 二枚落ち     | Nimaiochi          | Due pezzi. Vengono rimossi la Torre e l'Alfiere.                                                                          |
|                                | 8 livelli                 |                       | 三枚落ち     | Sanmaiochi         | Tre pezzi. Vengono rimossi la Torre, l'Alfiere e la Lancia sinistra.                                                      |
| 8-9 livelli                    | 9 livelli                 |                       | 四枚落ち     | Yonmaiochi         | Quattro pezzi. Vengono rimossi la Torre, l'Alfiere ed entrambe le Lance.                                                  |
|                                | 10 livelli                |                       | 五枚落ち     | Gomaiochi          | Cinque pezzi. Vengono rimossi la Torre, l'Alfiere, le Lance e il Cavallo sinistro.                                        |
| 10 o più livelli               | 11 livelli                |                       | 六枚落ち     | Rokumaiochi        | Sei pezzi. Vengono rimossi la Torre, l'Alfiere, le Lance ed entrambi i Cavalli.                                           |
|                                | 12 livelli                |                       | 七枚落ち     | Nanamaiochi        | Sette pezzi. Vengono rimossi la Torre, l'Alfiere, le Lance, i Cavalli e il Generale d'argento sinistro.                   |
|                                | 13 livelli                |                       | 八枚落ち     | Hachimaiochi       | Otto pezzi. Vengono rimossi la Torre, l'Alfiere, le Lance, i Cavalli ed entrambi i Generali d'argento.                    |
|                                | 14 livelli                |                       | 九枚落ち     | Kyūmaiochi         | Nove pezzi. Vengono rimossi la Torre, l'Alfiere, le Lance, i Cavalli, i Generali d'argento e il Generale d'oro sinistro.  |
|                                | 15 o più livelli          |                       | 十枚落ち     | Jūmaiochi          | Dieci pezzi. Vengono rimossi la Torre, l'Alfiere, le Lance, i Cavalli, i Generali d'argento ed entrambi i Generali d'oro. |

Oltre agli handicap di cui sopra, ne esistono anche altri utilizzati soprattutto in partite amichevoli:
| Kanji    | Traslitterazione | Significato |
| -------- | ---------------- | --- |
| 裸玉     | Hadakagyoku      | Re nudo. Vengono rimossi tutti i pezzi escluso il Re.                                                                                      |
| トンボ   | Tonbo            | Libellula. Vengono rimossi le Lance, i Cavalli, i Generali d'argento e i Generali d'oro.                                                   |
| 歩三兵   | Fusanbyō         | Tre Pedoni. Vengono rimossi tutti i pezzi escluso il re, ma uwate ha tre Pedoni in mano e a volte può essere esente dalla regola del nifu. |
| 銀落ち   | Gin'ochi         | Generale d'argento. Viene rimosso uno dei due Generali d'argento.                                                                          |
| 飛銀落ち | Higin'ochi       | Torre e Generale d'argento. Vengono rimossi la Torre e uno dei due Generali d'argento.                                                     |
| 太閤落ち | Taikōochi        | Grande apertura. Viene rimosso il Pedone di Torre di shitate, in modo da poter immediatamente promuovere la Torre.                         |
| 角香落ち | Kakukyōochi      | Alfiere e Lancia. Vengono rimossi l'Alfiere e una delle due Lance.                                                                         |

Poiché nel periodo Edo gli handicap erano stabiliti solo per differenze di livello pari, per le differenze di livello dispari si alternavano partite con l'handicap del livello precedente e l'handicap del livello successivo:
| Differenza di livello | Kanji        | Traslitterazione | Significato                          |
| --------------------- | ------------ | ---------------- | ------------------------------------ |
| 1 livello             | 平香交じり   | Hirakyōmajiri    | Misto di normale e Lancia.           |
| 3 livelli             | 香角交じり   | Kyōkakumajiri    | Misto di Lancia e Alfiere.           |
| 5 livelli             | 角飛交じり   | Kakuhimajiri     | Misto di Alfiere e Torre.            |
| 7 livelli             | 飛飛香交じり | Hihikyōmajiri    | Misto di Torre e Torre e Lancia.     |
| 9 livelli             | 半二交じり   | Hannimajiri      | Misto di Torre e Lancia e due pezzi. |

Oltre agli handicap che prevedono la rimozione di un pezzo, vi sono altri modi per colmare una differenza di livello:
| Kanji          | Traslitterazione   | Significato |
| -------------- | ------------------ | --- |
| 待った容認     | Matta yōnin        | Perdono del matta. Shitate può correggere una mossa già compiuta.                                                                                 |
| n手指し        | n tezashi          | N mosse. Shitate può eseguire un numero illimitato di movimenti fino alla quinta traversa durante la sua prima mossa così da formare un castello. |
| 駒渡し         | Komawatashi        | Pezzi trasferiti. Come gli handicap normali, ma i pezzi rimossi vengono dati in mano a shitate.                                                   |
| 不均衡持ち時間 | Fukinkō mochijikai | Tempo sbilanciato. Shitate ha più tempo di uwate.                                                                                                 |
| 交じり         | Majiri             | Misto. Vengono giocate partite consecutive con handicap diversi.                                                                                  |

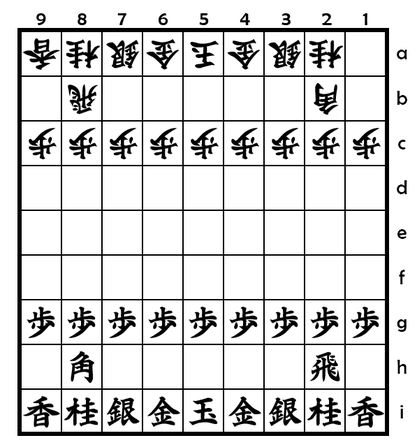
Kyōochi
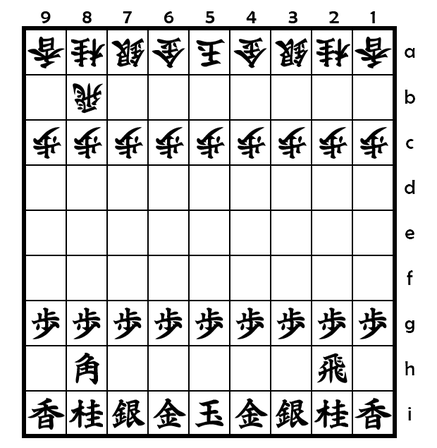
Kakuochi
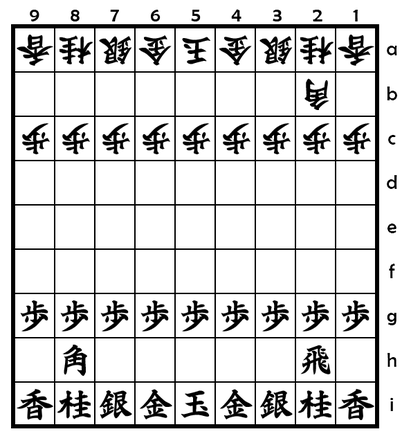
Hiochi
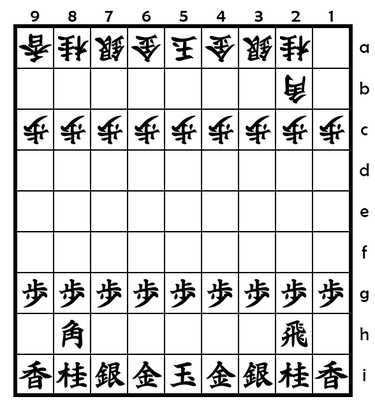
Hikyōochi
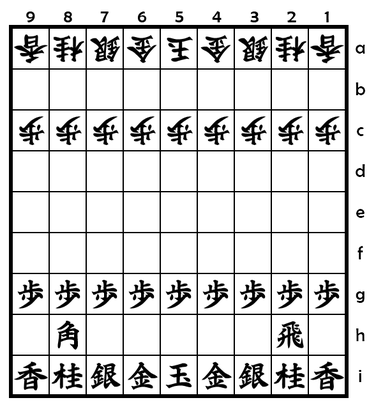
Nimaiochi
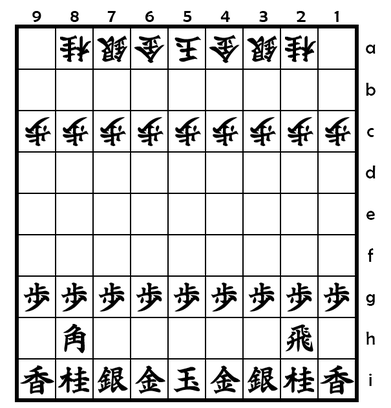
Yonmaiochi
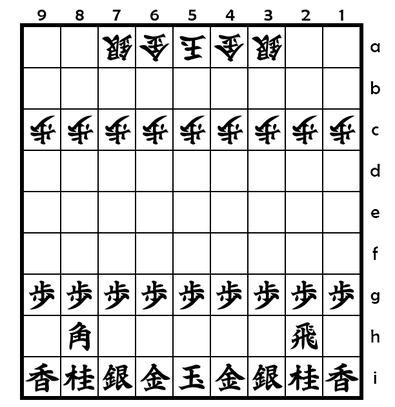
Rokumaiochi

Da notare che Uwate è considerato essere il Bianco pur muovendo per primo, è quindi rappresentato nella parte superiore dello shōgiban.

## Kifu
Con kifu (棋譜?) si indica la notazione di gioco utilizzata per lo shōgi. Esistono due tipi di notazione: quella giapponese e quella occidentale, definita da George Hodges e Glyndon Townhill nel 1976 e modificata da Tony Hosking nel 1996, derivata dalla notazione algebrica.

### Notazione giapponese
Le prime forme di registrazione delle partite di shōgi risalgono al periodo Edo, e consistevano in frasi descrittive tipo "Sente apre la diagonale dell'Alfiere; Gote spinge avanti il Pedone di Torre; Sente chiude la diagonale dell'Alfiere…"
Successivamente, furono sviluppati metodi di notazione posizionali: il più antico, simile a quello attuale, prevedeva di indicare una casella con una coppia di numeri (inizialmente due numeri cinesi, oggi un numero arabo e un numero cinese). Per minimizzare lo spazio utilizzato, fu inventato un sistema che prevedeva di indicare ogni casa con un singolo hiragana o kanji, ma scomparve a causa della poca immediatezza.

#### Notazione kyūkyū
La notazione giapponese è così strutturata: (numerazione), (giocatore), destinazione, pezzo, (origine), (direzione), (promozione).
Il nome kyūkyū (九九? 99) deriva dal fatto che le coordinate sono rappresentate da una coppia di cifre che vanno da 1 a 9.
Il lato del giocatore è indicato dai simboli ▲ per il Nero e △ per il Bianco. Questi simboli possono essere sostituiti dai simboli ☗ e ☖, che rappresentano chiaramente la forma di un koma. Alcuni testi, comunque, non segnalano il giocatore che ha eseguito la mossa. Se le mosse sono numerate, tipicamente lo sono singolarmente, e non a coppie, perciò al Nero corrispondono i numeri dispari e al Bianco i numeri pari. Tipicamente l'indicazione del giocatore è utilizzata in testi che non numerano le mosse e viceversa.
Successivamente al numero della mossa o al giocatore si indica la casa di destinazione. Ufficialmente, sia la colonna che la riga sono indicate da un numero arabo da 1 a 9 (le colonne da sinistra a destra, le traverse dall'alto verso il basso), e la colonna è indicata sempre prima della traversa; tuttavia, nelle pubblicazioni sull'argomento si utilizzano spesso i numeri arabi da 1 a 9 per indicare le colonne e i numeri giapponesi (che sono, nell'ordine, 一二三四五六七八九?) per indicare le traverse. La casella in alto a destra sarà, per esempio, la 11 o 1一, la casella centrale è la 55 o 5五. Se un pezzo cattura il pezzo che si è mosso nella mossa subito precedente, spostandosi sulla stessa casella, allora le coordinate sono sostituite dal carattere 同?, onajiku, che significa "uguale". Storicamente, sia la traversa che la colonna erano indicati da numeri cinesi.
Dopo le coordinate, è indicato il pezzo interessato utilizzando i kanji:
- 玉? (o raramente 王?) per il Re,
- 金? per il Generale d'oro,
- 銀? per il Generale d'argento,
- 桂? per il Cavallo,
- 香? per la Lancia,
- 角? per l'Alfiere,
- 飛? per la Torre,
- 歩? per il Pedone,
- 成銀? per il Generale d'argento promosso,
- 成桂? per il Cavallo promosso,
- 成香? per la Lancia promossa,
- 馬? per il Cavallo drago,
- 龍? (o 竜?) per il Re drago,
- と? per il Tokin.

Come si può notare, il Generale d'argento, il Cavallo e la Lancia, quando promossi, sono indicati dal kanji 成?, nari, promuovere, anteposto al kanji del pezzo non promosso. Nei problemi di tsumeshōgi si utilizza il carattere 合?, gō per indicare che si parla si un pezzo qualsiasi (generalmente quando un pezzo viene interposto tra il Re e un pezzo a lunga gittata senza che il tipo di pezzo influenzi il problema).
Se si necessita di una disambiguazione, ossia quando due pezzi possono muoversi su una stessa casella, si può inserire un carattere posizionale:
- 右? per il pezzo più a destra,
- 左? per il pezzo più a sinistra,
- 直? per un movimento in avanti al centro di un Generale o un pezzo promosso con il movimento di un Generale d'oro.

Se questi simboli non sono adatti a chiarire l'ambiguità, si possono utilizzare dei caratteri che indicano la direzione di movimento:
- 打? per un paracadutaggio,
- 引? per un movimento all'indietro o diagonalmente all'indietro,
- 上? per un movimento in avanti o diagonalmente in avanti,
- 寄? per un movimento orizzontale,
- 行? o 入? per un movimento in avanti o diagonalmente in avanti di un Re drago o di un Cavallo drago.

| 9 | 8  | 7 | 6 | 5 | 4 | 3  | 2  | 1  |    |
| - | -- | - | - | - | - | -- | -- | -- | -- |
|   | 龍 |   |   |   |   |    | と |    | 一 |
|   |    |   |   |   |   | と | ○  | と | 二 |
|   |    |   |   |   |   | と | と | と | 三 |
|   | ○  |   |   |   |   |    |    |    | 四 |
|   |    |   |   |   |   |    |    |    | 五 |
|   |    |   |   |   |   |    |    |    | 六 |
|   |    |   |   |   |   |    |    |    | 七 |
|   |    |   |   |   |   |    |    |    | 八 |
|   | 龍 |   |   |   |   |    |    |    | 九 |

Se l'ambiguità può essere risolta con solo un carattere posizionale o solo un carattere direzionale, allora uno solo di essi verrà utilizzato, altrimenti saranno entrambi presenti. Se si può scegliere tra i due metodi di disambiguazione, allora i simboli direzionali saranno preferiti a quelli posizionali. A fianco sono riportati alcuni esempi. Per quanto riguarda i Tokin che si muovono sulla casa 2二:
- Se a muoversi è il Tokin in 2一 la notazione sarà: 2二と引?;
- Se a muoversi è il Tokin in 1二 la notazione sarà: 2二と右寄?;
- Se a muoversi è il Tokin in 3二 la notazione sarà: 2二と左寄?;
- Se a muoversi è il Tokin in 1三 la notazione sarà: 2二と右上?;
- Se a muoversi è il Tokin in 2三 la notazione sarà: 2二と直?;
- Se a muoversi è il Tokin in 3三 la notazione sarà: 2二と左上?.

In merito ai Re draghi che si muovono su 8四, invece:
- Se a muoversi è il Re drago in 8一 la notazione sarà 8四龍引?;
- Se a muoversi è il Re drago in 8九 la notazione sarà 8四龍行?.

Infine, se un pezzo promuove si aggiunge il carattere 成?, nari dopo l'eventuale carattere di disambiguazione, mentre se il pezzo può promuovere ma il giocatore decide di lasciarlo al suo stato originale si usano i caratteri 不成?, funari o 生?, nama.
Infine, per indicare la fine della partita, si usano i kanji 投了?, tōryō per il ritiro, 反則手?, hansokute per una mossa illegale, 時間切れ?, jikangire per l'esaurimento del tempo, 千日手?, sennichite per la ripetizione e 持将棋?, jishōgi per un'impasse.
Se per esempio si vuole indicare che il Nero, alla trentunesima mossa, ha mosso il Generale d'oro destro nella casella posta davanti al Re e che il Bianco ha paracadutato un Cavallo nella casella 3三, successivamente il Nero ha mangiato il Cavallo del Bianco con l'Alfiere promuovendolo e infine il Bianco da scacco matto con un Generale d'argento promosso muovendosi nella casella 4九, la notazione ufficiale sarà la seguente:
▲58金右
△33桂打
▲同角成
△49成銀
投了
Mentre una possibile notazione alternativa di utilizzo comune potrebbe essere:
31.☗5八金右
32.☖3三桂打
33.☗同角成
34.☖4九成銀
35.投了
In alcuni casi, la posizione iniziale può essere segnalata dall'espressione 開始?, kaishi, inizio, ed eventualmente dal numero 0:
0.開始

#### Notazione Iroha
Nel XVIII secolo, per poter minimizzare lo spazio utilizzato per indicare una singola mossa, fu sviluppato un sistema in cui a ogni casa corrispondeva un kana o un kanji, i primi tratti dalla poesia Iroha (いろは歌?, Iroha uta), un pangramma in cui vengono utilizzati tutti i kana del sillabario una volta sola, i secondi erano raggruppati in base ad alcuni temi ricorrenti o erano già utilizzati insieme in modi di dire preesistenti. In particolare, le caselle erano ordinate verticalmente dall'alto verso il basso e da destra verso sinistra.
- Le prime 44 caselle venivano indicate con gli hiragana della poesia in ordine; erano esclusi ゐ?, wi, お?, o e ゑ?, we, in quanto nel periodo Edo la loro pronuncia corrispondeva con quella di い?, i, を?, wo (pronunciato normalmente o) ed え?, e, non era inoltre presente il carattere ん?, n, che nel periodo Edo non era considerato come un kana a sé stante quanto piuttosto come una variazione del kana む?, mu.
- La casella 5九, corrispondente al punto di partenza del Re di Sente, era indicata dal carattere 京?, kyō, che significa "capitale".
- Le caselle della sesta colonna e la 7一 erano indicate da numeri cinesi: 一?, ichi, 1, 三?, san, 3, 五?, go, 5, 六?, roku, 6, 七?, shichi, 7, 八?, hachi, 8, 十?, jū, 10, 百?, hyaku, 100, 千?, sen, 1000 e 万?, man, 10 000; erano esclusi i numeri 2, 4 e 9, rispettivamente 二?, ni, 四?, shi, yon, o yo, e 九?, kyū o ku, facili da confondere con i kana に?, ni, し?, shi o よ?, yo, e く?, ku (il 4 e il 9 erano inoltre considerati numeri sfortunati).
- Le caselle dalla 7二 alla 7四 erano rappresentate dai caratteri 花?, hana, fiore, 鳥?, tori, uccello, 風?, kaze, vento, e 月?, tsuki, Luna. Questi sono i quattro componenti dell'espressione 花鳥風月?, kachōfūgetsu, che sta a indicare le bellezze della natura.
- Seguivano quindi quattro caselle (dalla 7六 alla 7九) indicate con le stagioni dell'anno: 春?, haru, primavera, 夏?, natsu, estate, 秋?, aki, autunno, e 冬?, fuyu, inverno.
- Le prime quattro case dell'ottava colonna erano rappresentate da nomi di alberi: 柳?, yanagi, salice, 桜?, sakura, ciliegio, 松?, matsu, pino, e 楓?, kaede, acero.
- Le case dalla 8五 alla 8八 erano dedicate alla pioggia, e si chiamavano, rispettivamente, 雨?, ame, pioggia, 露?, tsuyu, rugiada, 霜?, shimo, brina, e 雪?, yuki, neve. La parola 雨露霜雪?, urosōsetsu indica, oltre che i cambiamenti meteorologici, anche le difficoltà della vita.
- Lequattro case successive (fino alla 9三) erano indicate da elementi naturali o paesaggistici: 山?, yama, montagna, 谷?, tani, valle, 川?, kawa, fiume, e 海?, umi, mare.
- Seguivano poi altre quattro case (9四-9七) che corrispondevano ad elementi collegati alla vita contadina: 里?, sato, campagna, 村?, mura, villaggio, 森?, mori, foresta, e 竹?, take, bambù.
- Infine, alle ultime due caselle erano associati i due elementi di base che caratterizzavano i giardini tradizionali: 草?, kusa, erba, e 石?, ishi, pietra.

| 9  | 8  | 7  | 6  | 5  | 4  | 3  | 2  | 1  |    |
| -- | -- | -- | -- | -- | -- | -- | -- | -- | -- |
| 谷 | 柳 | 万 | 一 | ゆ | ま | つ | ぬ | い | 一 |
| 川 | 桜 | 花 | 三 | め | け | ね | る | ろ | 二 |
| 海 | 松 | 鳥 | 五 | み | ふ | な | を | は | 三 |
| 里 | 楓 | 風 | 六 | し | こ | ら | わ | に | 四 |
| 村 | 雨 | 月 | 七 | ひ | え | む | か | ほ | 五 |
| 森 | 露 | 春 | 八 | も | て | う | よ | へ | 六 |
| 竹 | 霜 | 夏 | 十 | せ | あ | の | た | と | 七 |
| 草 | 雪 | 秋 | 百 | す | さ | く | れ | ち | 八 |
| 石 | 山 | 冬 | 千 | 京 | き | や | そ | り | 九 |

Volendo utilizzare le coordinate Iroha per rappresentare l'esempio precedente, il risultato sarà quanto segue:
31.▲す金右
32.△な桂打
33.▲同角成
34.△き成銀
35.投了

### Notazione algebrica occidentale
Pur non esistendo una notazione ufficiale occidentalizzata per lo shōgi, una versione della notazione algebrica fu inizialmente adattata da George Hodges e Glyndon Townhill nel 1976, ed essa divenne la norma per la maggior parte delle pubblicazioni, mentre Tony Hosking ne utilizzò una variazione nel 1996. Anche la giocatrice professionista femminile Kitao Madoka e il giocatore amatoriale Kawasaki Tomohide svilupparono una propria notazione utilizzata nei loro libri. L'attuale notazione standard prende alcuni elementi sia dalla notazione Hodges-Townhill sia dalla Hosking.

#### Notazione standard
La notazione occidentale è così strutturata: numerazione, pezzo, (origine), movimento, destinazione, (promozione).
Le mosse sono numerate a coppie, come negli scacchi, e la prima mossa di una coppia è sempre del Nero.
I pezzi sono indicati attraverso una lettera:
- K per il Re (King),
- G per il Generale d'oro (Gold),
- S per il Generale d'argento (Silver),
- N per il Cavallo (Knight),
- L per la Lancia (Lance),
- B per l'Alfiere (Bishop),
- R per la Torre (Rook),
- P per il Pedone (Pawn).

I pezzi promossi sono indicati da un + anteposto alla lettera (per esempio, +P per il Tokin). In alcuni testi, il Re drago è indicato con D (Dragon) invece che con +R, il Cavallo drago con H (Horse) invece che con +B e il Tokin con T.
Dopo il pezzo, se necessario per risolvere ambiguità, si indicano le coordinate di origine usando un numero arabo da 1 a 9 per la colonna da destra a sinistra e un secondo numero arabo per indicare la traversa dall'alto al basso, pertanto la casella in alto a destra sarà indicata con 11, la casella centrale, invece, con 55.
Dopo l'eventuale casa di origine si indica il tipo di movimento:
- - per un movimento semplice,
- x per una cattura,
- * per un paracadutaggio.

Al contrario che nella notazione giapponese, il tipo di movimento è sempre indicato.
Dopo il tipo di movimento, si indica la casa di destinazione seguendo il sistema di numerazione visto sopra.
Alla fine della mossa, per ogni pezzo che si trovi nelle condizioni di poter promuovere, si indica la scelta del giocatore con + se il pezzo è stato promosso e = se il giocatore ha scelto di non promuovere.
Generalmente, non si indica lo scacco o lo scacco matto.
Se si volesse indicare la stessa serie di movimenti vista sopra si scriverebbe, dunque:
16.G49-58 N*33
17.Bx33+ +S-49
Seguendo la convenzione occidentale, la prima mossa di una coppia è sempre quella del Nero, pertanto in una partita con handicap, dove il Bianco muove per primo, la prima mossa del Bianco è preceduta da tre puntini di sospensione. Lo stesso avviene se si omette una parte di un resoconto, per esempio descrivendo uno tsume, partendo dalla mossa del Bianco. In una partita con handicap dove il Bianco muove il Re in avanti, dunque, questa sarà la notazione:
1…K-52
Questa è la notazione ad oggi più comunemente utilizzata nelle pubblicazioni occidentali.

#### Notazione Hodges-Townhill
L'unica differenza tra la notazione Hodges-Townhill e la standard è che nella prima le traverse venivano indicate dalle lettere dalla "a" alla "i" invece che da numeri arabi. All'inizio, inoltre, i pezzi promossi erano indicati con un segno + tra parentesi dopo il nome del pezzo e le coordinate di origine erano tra parentesi. Infine, nelle mosse di cattura si indicava il pezzo catturato invece della casa di destinazione. L'esempio precedente sarebbe stato, quindi:
16.G(4i)-5h N*3c
17.BxN+ S(+)-4i
E, utilizzando la notazione riveduta:
16.G4i-5h N*3c
17.Bx3c+ +S-4i
Se la notazione originale non è più utilizzata, quella riveduta, essendo simile alla standard, può essere ancora vista comunemente.

#### Notazione Hosking
Molto simile alla precedente, la notazione Hosking differisce soltanto per alcuni elementi:
- Il simbolo -, indicante le mosse normali, è generalmente omesso, ad eccezione del caso in cui siano indicate le coordinate di partenza;
- Il simbolo *, indicante il paracadutaggio, è sostituito da ’.

L'esempio precedente sarà quindi così indicato:
16.G49-58 N’33
17.Bx33+ +S49
Questa notazione è di utilizzo estremamente minoritario, ma l'apostrofo può essere occasionalmente visto su siti internet che non supportano l'asterisco.

#### Notazione Kitao-Kawasaki
La notazione Kitao-Kawasaki è strutturata secondo l'ordine seguente: giocatore, pezzo, (origine), movimento, (destinazione), (promozione).
In questa notazione, vengono combinati elementi giapponesi e occidentali:
1. Il primo elemento è il giocatore, indicato dai simboli ☗ e ☖, alla maniera giapponese.
2. Segue il pezzo che viene mosso, indicato sempre alla maniera giapponese. L'unica differenza sta nel Generale d'argento, nel Cavallo e nella Lancia promossi, indicati rispettivamente dai simboli +銀, +桂 e +香, invece che da 成銀, 成桂 e 成香.
3. Le coordinate di partnza del pezzo sono indicate, in caso di ambiguità, da una coppia di numeri arabi (alla maniera occidentale) e tra parentesi.
4. Il movimento dei pezzi è indicato alla maniera occidentale standard (-, x, *, rispettivamente per movimento, cattura e paracadutaggio) ed è sempre espresso.
5. La casa di destinazione è indicata da una coppia di cifre arabe, alla maniera occidentale. Se tuttavia un pezzo mangia quello mosso dall'avversario durante il turno subito precedente, la destinazione non è indicata, similmente al carattere 同 della notazione giapponese.
6. La promozione, come nella notazione occidentale, è indicata da + alla fine della mossa, mentre la mancata promozione è indicata con =.
7. Siccome viene indicato il giocatore che esegue la mossa, non è necessario utilizzare i puntini di sospensione per segnalare che il Bianco è il primo a muovere.

L'esempio precedente sarà quindi indicato così:
☗金(49)-58
☖桂*33
☗角x+
☖+銀-49
Anche questa notazione è di utilizzo molto minoritario, ma i simboli ☗ e ☖ possono essere utilizzati, in alcuni casi, assieme alla notazione standard occidentale.

## Varianti
Per via della sua lunga storia, lo shōgi ha avuto molte varianti giocate nell'antichità. Le origini di questo gioco possono essere fatte risalire alle influenze provenienti dalla Corea e dalla Cina (xiangqi) e dal sud-est asiatico (makruk), a loro volta influenzati dall'India (caturaṅga). La prima forma di shōgi è chiamata heian shōgi e prende il nome dal periodo Heian (dal IX al XII secolo) in cui presumibilmente fu sviluppato. La prima forma aveva una scachiera 8×8, con un solo Generale d'oro a destra del Re. La disposizione iniziale era simile a quella del makruk, e il fatto che il Generale d'argento dello shōgi e l'Alfiere del makruk avessero lo stesso movimento, non riscontrato in nessun'altra forma di scacchi, corrobora l'ipotesi delle influenze del sud-est asiatico. In particolare, la Regina fu trasformata in Generale d'oro, l'Alfiere in Generale d'argento e la Torre in Lancia (anche il Carro dello xiangqi assunse questo movimento per un certo periodo, per poi tornare all'originale), mentre i movimenti di Cavallo e Pedoni furono modificati. Anche il fatto che i Pedoni partano dalla terza traversa invece che dalla seconda si riscontra nel makruk. In heian shōgi non c'erano né la Torre né l'Alfiere. Successivamente si adottò una scacchiara 9×8, l'unica non quadrata nella storia dello shōgi, per poter aggiungere un Generale d'oro e rendere simmetrica la disposizione iniziale. Infine lo shōgiban 9×9 fu adottato per tornare ad avere una forma quadrata.
Le influenze cinesi, probabilmente non molto significative in quanto a movimenti, potrebbero aver contribuito allo sviluppo delle regole di promozione: nello xiangqi i Pedoni promuovono dopo aver superato la metà della scacchiera e aver raggiunto l'area dell'avversario, in modo simile a quanto avviene per lo shōgi. Anche la forma dei pezzi, distinti da scritte invece che dalla forma, potrebbero risalire al gioco dello xiangqi, la forma pentagonale è tuttavia unicamente giapponese.
Sempre nel periodo Heian si sviluppò una variante di dimensioni maggiori, assolutamente autoctona, denominata heiandai shōgi. Questa era giocata su uno shōgiban 13×13, con l'aggiunta di alcuni nuovi pezzi. In questa variante si trova il primo pezzo capace di muovere come un Alfiere, denominato Drago volante (飛龍?, hiryū).

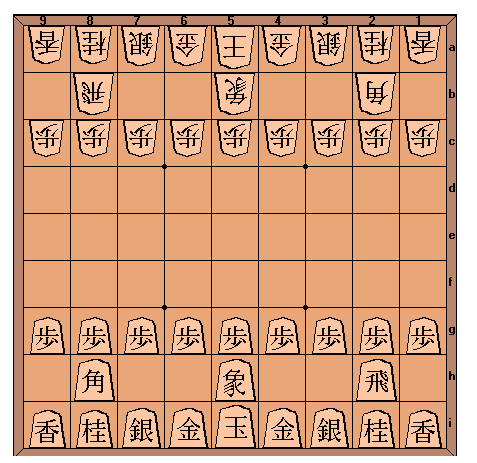
Shō shōgi

Dalla variante heiandai shōgi si sviluppò, nel XIII secolo, il cosiddetto dai shōgi, con uno shōgiban 15×15, dove per la prima volta la Torre e l'Alfiere vennero utilizzati con gli stessi movimenti e promozioni. Le promozioni degli altri pezzi sopravvissuti nel moderno shōgi, tuttavia, erano differenti. In questo gioco fu introdotto un pezzo particolare, chiamato Leone (獅子?, shishi) che poteva muoversi per due volte in un turno come un Re, saltare una casella in ogni direzione o muoversi come un Cavallo degli scacchi occidentali. Questo tipo di mossa è unicamente giapponese e diede origine a molti altri pezzi con capacità simili.
Dall'interazione tra dai shōgi ed heian shōgi nacque il predecessore dello shōgi moderno, chiamato shō shōgi, in cui la disposizione iniziale, i movimenti e le promozioni erano già uguali a quelli moderni (per il Generale d'argento, il Cavallo, la Lancia e il Pedone le promozioni erano come quelle di heian shōgi, per gli altri pezzi come quelle di dai shōgi). Oltre ai pezzi attualmente sopravvissuti, posizionato davanti al Re si trovava l'Elefante ubriaco (酔象?, suizō), che si muoveva di una casella in ogni direzione tranne che all'indietro e promuoveva in un Principe (太子?, taishi), che agiva come un secondo Re.
Tra le varianti regionali di shō shōgi vanno ricordate lo Asakura shōgi (朝倉象棋?), il primo a permettere il paracadutaggio (ma non si poteva paracadutare un Re o un Elefante) e lo shō shōgi (小象棋? la pronuncia era identica, ma la scrittura era diversa) in cui si trovavano anche due pezzi chiamati Leopardi feroci (猛豹?, mōhyō), che si muovevano di una casella in ogni direzione ma non lateralmente.
Dalla riduzione di dai shōgi si sviluppò, nel XIV secolo, la variante chiamata chū shōgi, con uno shōgiban 12×12, che manteneva il bilanciamento attacco-difesa di dai shōgi (mentre heian shōgi e shō shōgi erano più offensivi) pur riducendo i pezzi, eliminando quindi i più deboli. Questa variante gode ancora di una certa popolarità tra gli appassionati giapponesi. In questo gioco è notevole l'assenza del Cavallo.
Tentando, invece di aumentare le dimensioni dello shōgiban e il numero dei pezzi si sviluppò, nel XV secolo, daidai shōgi, una variante con uno shōgiban 17×17 e, tra il XV e il XVI secolo, fu ideato autonomamente per lo stesso motivo tenjikudai shōgi, 16×16. In daidai shōgi si nota nuovamente l'assenza del Cavallo e dell'Elefante, anche se furono aggiunti molti altri pezzi più potenti, tra cui si notano il Tengu (天狗?), che si muove come un Alfiere ma cambiando direzione di novanta gradi nel corso del movimento, e il Gancio (鉤行?, kōgyō), che si muove come una Torre ma cambiando direzione, potendo quindi raggiungere qualsiasi casella di uno shōgiban vuoto in una sola mossa. Tenjikudai shōgi, invece, vede l'aggiunta di un pezzo unico chiamato Demone di fuoco (火鬼?, kaki) capace di bruciare tutti i pezzi che gli stanno attorno al termine della sua mossa, mangiando in un'area 3×3 fino a otto pezzi. A partire da daidai shōgi e per tutte le varianti più grandi (escluso taikyoku shōgi) la promozione avveniva per cattura.

Taikyoku shōgi

Dall'ulteriore ingrandimento di daidai shōgi si sviluppò la variante 19×19 chiamata makadaidai shōgi, la cui maggiore particolarità era che il Re promuoveva in un nuovo pezzo chiamato Imperatore libero (自在天王?, jizai tennō), capace di saltare su qualsiasi casella dello shōgiban e di mangiare qualsiasi pezzo non protetto. Ancora più grande era il cosiddetto tai shōgi, con uno shōgiban 25×25 e il pezzo dell'Imperatore presente fin dall'inizio (questa è l'unica variante senza il Re).
Nel XVI secolo prese forma l'attuale shōgi, chiamato, per distinguerlo dagli altri, hon shōgi.
Nel XVII secolo, prendendo elementi dalle diverse varianti discendenti di dai shōgi, ebbe origine il gioco del wa shōgi, la cui caratteristica principale è che tutti i pezzi hanno nomi di animali. Prendendo elementi da wa shōgi, tenjikudai shōgi e tai shōgi fu creata la variante 36×36 (la più grande variante degli scacchi con scacchiera non infinita e quella con il maggior numero di pezzi e mosse) chiamata taikyoku shōgi, che significa shōgi definitivo, in cui erano contenuti quasi tutti i pezzi sviluppati fino ad allora.
Alla fine del XVII secolo, prendendo spunto dallo shōgi giapponese e dallo xiangqi cinese, il filosofo Ogyū Sorai ideò il gioco del kō shōgi, giocato su un goban (tabellone da go) 19×19 con regole di promozione interconnesse (dove un pezzo perde la promozione se un altro pezzo viene catturato) e con armi da fuoco, pezzi capaci di sparare ai pezzi avversari senza muoversi.
Nel tardo XVIII secolo fu ideato anche il gioco del tori shōgi, dove ogni pezzo aveva il nome di un uccello. Pur non sapendo da dove abbia avuto origine questo gioco, si suppone che abbia preso spunto da hon shōgi e wa shōgi.
| Kanji        | Traslitterazione | Shōgiban       | Numero di pezzi       |
| ------------ | ---------------- | -------------- | --------------------- |
| 平安将棋     | Heian shōgi      | 8×8, 9×8 o 9×9 | 16 o 18 per giocatore |
| 平安大将棋   | Heiandai shōgi   | 13×13          | 34 per giocatore      |
| 小将棋       | Shō shōgi        | 9×9            | 21 per giocatore      |
| 中将棋       | Chū shōgi        | 12×12          | 46 per giocatore      |
| 大将棋       | Dai shōgi        | 15×15          | 65 per giocatore      |
| 天竺大将棋   | Tenjikudai shōgi | 16×16          | 78 per giocatore      |
| 大大将棋     | Daidai shōgi     | 17×17          | 96 per giocatore      |
| 摩訶大大将棋 | Makadaidai shōgi | 19×19          | 96 per giocatore      |
| 泰将棋       | Tai shōgi        | 25×25          | 177 per giocatore     |
| 大局将棋     | Taikyoku shōgi   | 36×36          | 402 per giocatore     |
| 和将棋       | Wa shōgi         | 11×11          | 27 per giocatore      |
| 禽将棋       | Tori shōgi       | 7×7            | 16 per giocatore      |
| 広将棋       | Kō shōgi         | 19×19          | 90 per giocatore      |

In tempi più recenti sono strate inventate molte varianti, principalmente con uno shōgiban più piccolo. Ci sono, per esempio, mni shōgi, con uno shōgiban 5×5, oppure Kyōto shōgi dove i pezzi alternano lo stato promosso a non promosso dopo ogni mossa. C'è poi la variante dōbutsu shōgi inventata da Madoka Kitao che utilizza degli animali al posto dei pezzi classici. Infine vanno ricordate le varianti a più giocatori, come yonin shōgi, dove si gioca in quattro.

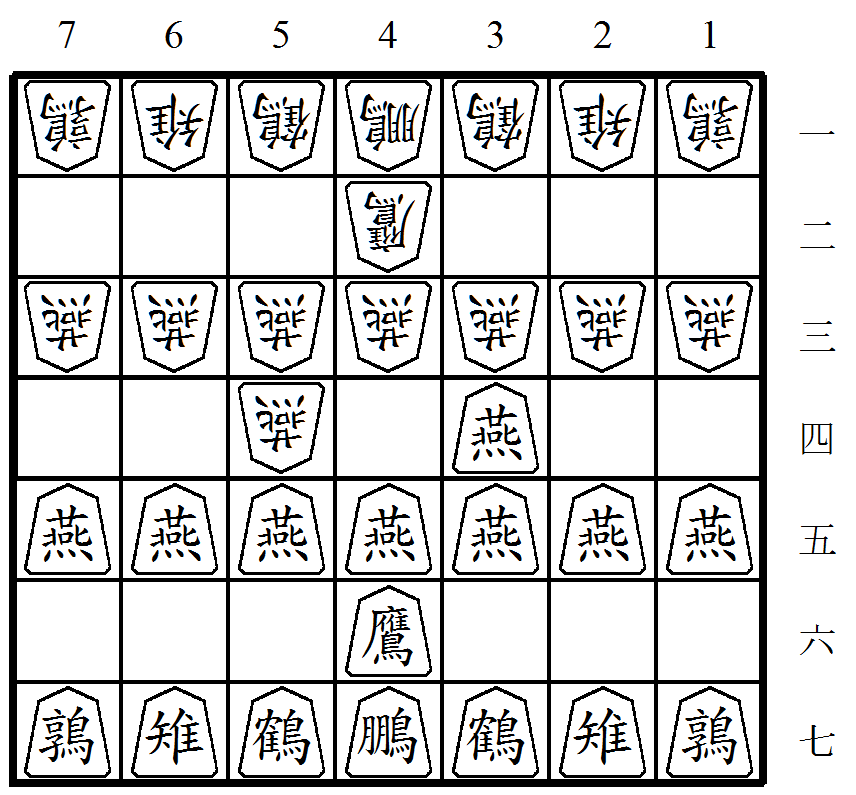
Tori shōgi
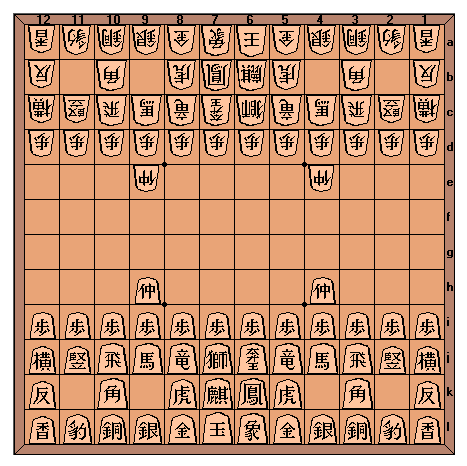
Chū shōgi
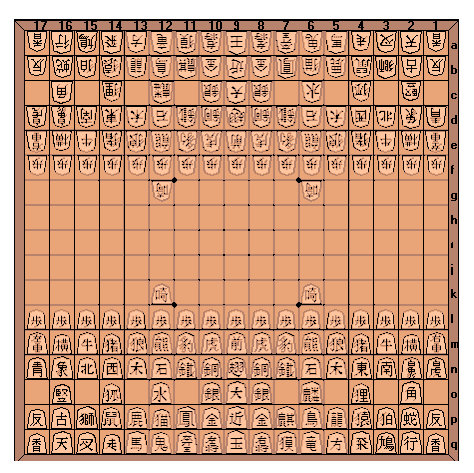
Daidai shōgi
Kō shōgi
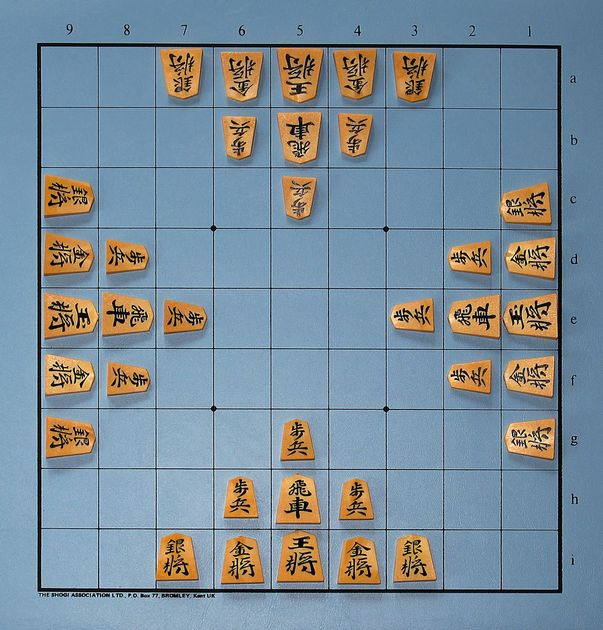
Yonin shōgi
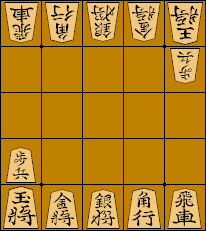
Mini shōgi
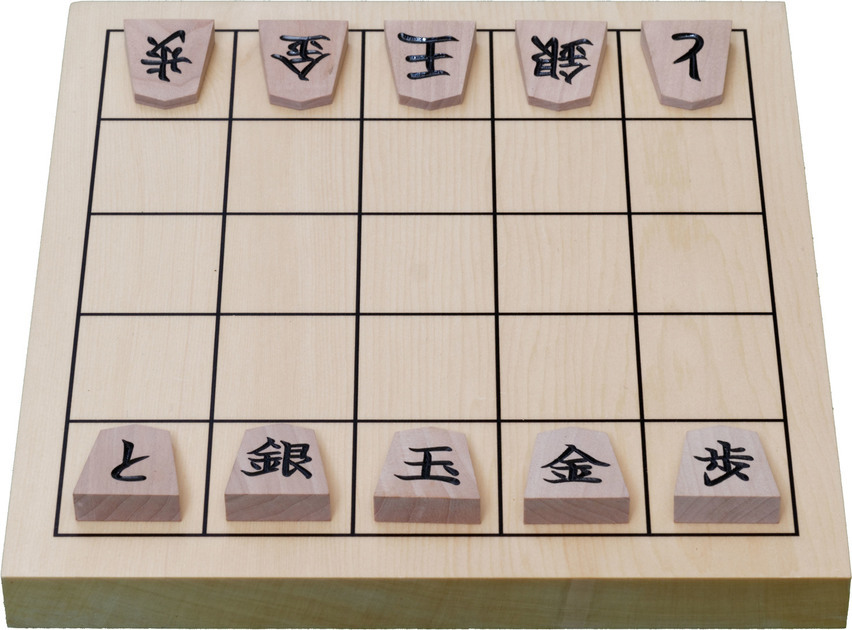
Kyōto shōgi
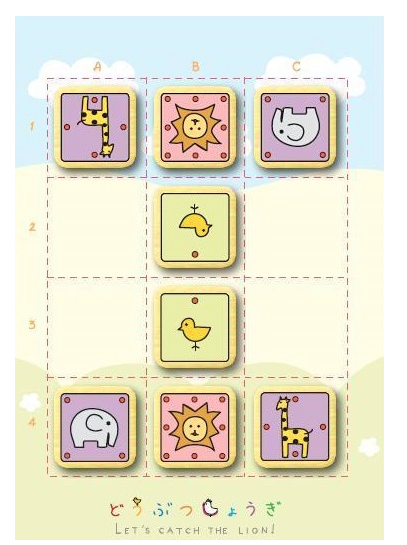
Dōbutsu shōgi

## Strategia e tattica
Una caratteristica strategica tipica dello shōgi è la costruzione di castelli (囲い?, kakoi), strutture difensive e offensive che hanno lo scopo di fornire una forte posizione di apertura e una difesa per il Re. I componenti tipici di un castello sono i due Generali d'oro, un Generale d'argento, una Lancia, un Cavallo e quattro o cinque Pedoni. Nello shōgi, siccome i pezzi hanno movimenti più ridotti rispetto agli scacchi, lo sviluppo e l'apertura (序盤?, joban) sono più lenti. Le aperture si dividono, generalmente, in Torre statica (la Torre rimane sulla casella di partenza fino all'inizio del mediogioco) o Torre mobile (la Torre si sposta su una colonna differente durante l'apertura). In base al tipo di apertura utilizzato dall'avversario e che si vuole utilizzare, si tenterà di costruire castelli diversi. La situazione in cui un giocatore lascia il proprio Re nella casella di pertenza è detta Re statico (居玉?, igyoku) ed è ritenuta molto pericolosa. Tre fra i vari tipi di castelli sono mostrati nella galleria sottostante. I giocatori di shōgi dedicano molto tempo allo studio dei jōseki (定跡?), sequenze di mosse che si ritiene portino ad una posizione equilibrata. Non attenendosi al jōseki si rischia di trovarsi in svantaggio. Ogni tipo di apertura ha diversi jōseki e ogni jōseki ha molte varianti.
Il mediogioco (中盤?, chūban) inizia generalmente con la prima cattura e termina nel momento in cui un giocatore sfonda le difese dell'avversario potendosi avviare a una sequenza di scacco. Lo scopo del giocatore, durante il mediogioco, deve essere il guadagno di materiale e l'indebolimento delle difese avversarie, tentando nel frattempo di rafforzare le proprie. Ai fini dell'attacco, è importante utilizzare i sabaki (捌き? buone manovre), sequenze di mosse che hanno lo scopo massimizzare le possibilità di movimento dei pezzi, Torre e Alfiere in particolare. Se in apertura questo vuol dire avere un buono sviluppo, durante il mediogioco il sabaki consiste spesso in scambi di pezzi.
Il finale (終盤?, shūban), da ultimo, va dal momento in cui il castello di un giocatore inizia a cedere fino al termine della partita. I finali, e in particolare le sequenze di scacco, vengono studiati nei problemi (詰将棋?, tsumeshōgi). Nei problemi di shōgi, a differenza che in quelli di scacchi, vige la regola secondo cui ogni mossa del giocatore (convenzionalmente il giocatore che deve vincere è Sente) deve portare a uno scacco. Durante il finale è fondamentale calcolare il numero di mosse necessarie a raggiungere uno tsume. Questo è espresso con la formula nani-te suki (○手隙? spazio di n mosse), dove il cerchio è sostituito dal numero di mosse corrispondente. Il giocatore con il numero di mosse più basso vincerà la partita. Un altro principio importante è quello di zetto (ゼット?), parola derivata dall'espressione zettai ni tsumanai (絶対に詰まない? impossibile da mattare) e che indica una situazione in cui, indipendentemente da quali pezzi l'avversario abbia in mano, non può dare scacco al Re. Creare una posizione simile è estremamente utile, in quanto si può cercare una hisshi senza preoccuparsi della perdita di materiale.
Una particolare importanza strategica è riservata alla zona centrale dello shōgiban, ossia il quadrato delimitato dalle quattro stelle, e in particolare alle case 45, 65 e 55, quest'ultima anche nota come monte Tennō (天王山?, Tennōzan, in riferimento a una montagna nel Kansai dove si combatté la battaglia di Yamazaki) o, anticamente, capitale (都?, miyako). L'ultima terminologia permane nel termine miyakodzume (都詰め? scacco nella capitale), una situazione in cui si da scaccomatto al Re avversario nella casella centrale, molto improbabile nelle partite reali, ma usata in alcuni tsumeshōgi.

In passato la casa centrale era considerata come una posizione da prendere e proteggere, ma attualmente è vista come un punto di partenza per le offensive.

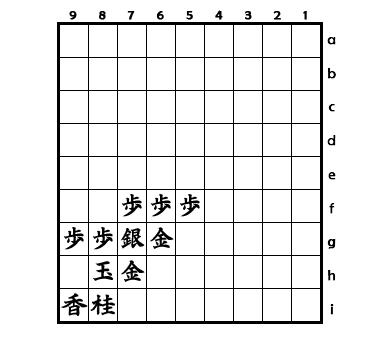
矢倉囲い?, yagura gakoi
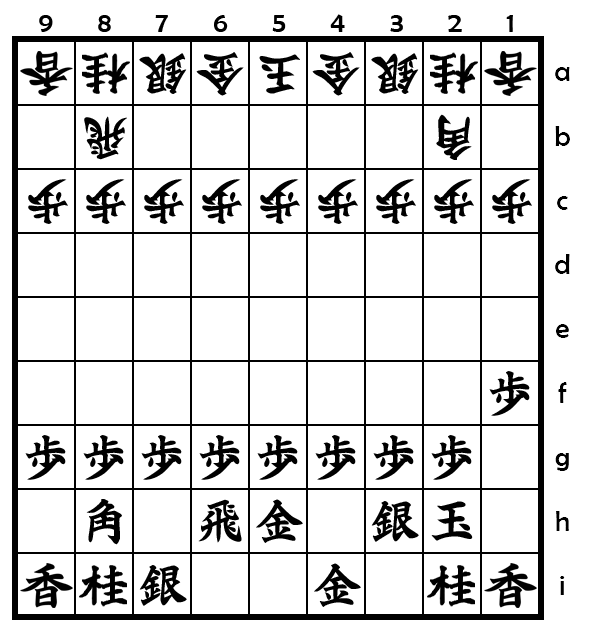
美濃囲い?, minō gakoi
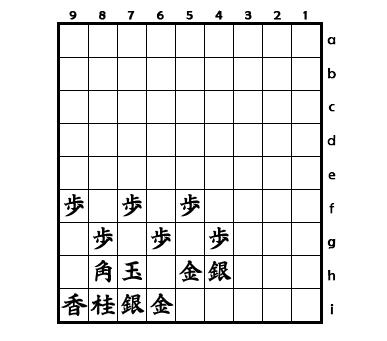
舟囲い?, funa gakoi

## Classificazione
I giocatori di shōgi vengono classificati secondo un sistema di kyū e dan, similmente a quanto avviene nel gioco del go e in varie arti tradizionali e marziali. I giocatori possono appartenere a tre categorie principali: professionali, professionali femminili, amatoriali. Inoltre, i giocatori che desiderino diventare professionisti devono partecipare ai cosiddetti "gruppi di studio" e successivamente a un apprendistato.

### Giocatori amatoriali
I giocatori amatoriali (選手?, senshu) vengono classificati dal 15º kyū (15級?, jūgo-kyū) al 9º dan (九段?, kudan). Il grado comunemente ottenibile più alto è comunque quello di 6º dan. Generalmente, un 6º kyū professionale è considerato equivalente a un 3º~5º dan amatoriale, e un 2º kyū professionale femminile equivale a un 2º~4º dan amatoriale.
È possibile ottenere una certificazione di grado amatoriale fino al 6º dan in uno dei seguenti modi:
- Ottenere un punteggio adeguato nei quesiti e nei problemi pubblicati su riviste e siti ufficiali.
- Superare un esame nelle sedi dell'associazione a Tōkyō e Ōsaka.
- Ricevere la raccomandazione di un giocatore professionale o di un insegnante o istruttore qualificato di shōgi.
- Ottenere il grado su Shogi Club 24, Shogi Wars o 81Dojo.
- Raggiungere particolari risultati nelle competizioni amatoriali.

I gradi ottenuti mediante competizioni vengono concessi automaticamente dalla Nihon Shōgi Renmei (日本将棋連盟?), altrimenti è necessario presentare una richiesta e pagare una tariffa.
Il grado di 7º dan amatoriale viene concesso al vincitore del torneo Ryūō amatoriale e a coloro che vincono una stessa competizione per tre volte. Vincendo per tre volte il torneo Ryūō amatoriale un giocatore riceverà il grado di 8º dan amatoriale. Per la vittoria del torneo Meijin amatoriale viene assegnato il grado di 6º dan amatoriale, e per la vittoria degli altri tornei sponsorizzati dall'associazione possono essere concessi il 4º o 5º dan amatoriali. I gradi di 3º dan o inferiore possono essere assegnati per la vittoria di vari tornei universitari e locali.
I gradi di 8º e 9º dan amatoriali possono essere concessi a titolo onorifico a persone che hanno in qualche modo incoraggiato la diffusione e lo sviluppo dello shōgi.
| Grado      | Testo                                                                    | Traslitterazione                                                                                            | Significato |
| ---------- | ------------------------------------------------------------------------ | --- | --- |
| 15º~1º kyū | 棋力○級ヲ 認定ス                                                         | kiryuku ○kyū o nintei su                                                                                    | Si certifica una capacità di gioco di nº kyū. |
| 1º dan     | 夙ニ将棋ニ 丹念ニシテ 研鑚怠ラス 進歩顕著ナ ルヲ認メ 茲ニ初段ヲ 允許ス   | tsutoni shōgi ni tannen ni shite kensan okotarazu shinpo kencho na- ru o mitome kokoni shodan o inkyo su    | Vedendo che, oltre ad essersi dedicato quotidianamente allo shōgi, non trascurando lo studio il progresso è stato notevole, è qui concesso il 1º dan.                                               |
| 2º dan     | 夙ニ将棋ニ 丹念ニシテ 研鑚怠ラス 進境顕著ナ ルヲ認メ 茲ニ弐段ヲ 允許ス   | tsutoni shōgi ni tannen ni shite kensan okotarazu shinkyō kencho na- ru o mitome kokoni nidan o inkyo su    | Vedendo che, oltre ad essersi dedicato quotidianamente allo shōgi, non trascurando lo studio il miglioramento è stato notevole, è qui concesso il 2º dan.                                           |
| 3º dan     | 夙ニ将棋ニ 丹念ニシテ 研鑚怠ラス 上達明ラカ ナルヲ認メ 茲ニ参段ヲ 允許ス | tsutoni shōgi ni tannen ni shite kensan okotarazu jōtatsu akiraka naru o mitome kokoni sandan o inkyo su    | Vedendo che, oltre ad essersi dedicato quotidianamente allo shōgi, non trascurando lo studio il miglioramento della tecnica è divenuto evidente, è qui concesso il 3º dan.                          |
| 4º dan     | 夙ニ将棋ニ 丹念ニシテ 研鑚ヲ積ミ 練達ニ長ケ タルヲ認メ 茲ニ四段ヲ 允許ス | tsutoni shōgi ni tannen ni shite kensan o tsumi rentatsu ni take- taru o mitome kokoni yodan o inkyo su     | Vedendo che, oltre ad essersi dedicato quotidianamente allo shōgi, vi è un'eccellente desiderio di migliorare accumulando lo studio e la pratica, è qui concesso il 4º dan.                         |
| 5º dan     | 夙ニ将棋ニ 堪能ニシテ 修行宜シク 熟達益マス 厚キヲ認メ 茲ニ五段ヲ 允許ス | tsutoni shōgi ni tannō ni shite shōgyō yoroshiku jukutatsu masumasu atsuki o mitome kokoni godan o inkyo su | Vedendo che, oltre ad eccellere quotidianamente nell'arte dello shōgi, vi è un forte desiderio di migliorare perfezionando ulteriormente l'arte e accumulando la pratica, è qui concesso il 5º dan. |
| 6º dan     | 夙ニ将棋ニ 堪能ニシテ 修行宜シク 精巧極メテ 深キヲ認メ 茲ニ六段ヲ 允許ス | tsutoni shōgi ni tannō ni shite shōgyō yoroshiku seikō kiwamete fukaki o mitome kokoni rokudan o inkyo su   | Vedendo che, oltre ad eccellere quotidianamente nell'arte dello shōgi, si è approfondita la comprensione dei dettagli perfezionando ulteriormente l'arte, è qui concesso il 6º dan.                 |
| 7º dan     | 夙ニ将棋ニ 堪能ニシテ 所作正シク 精妙上手ノ 域ナルニ依 茲ニ七段ヲ 允許ス | tsutoni shōgi ni tannō ni shite shosa tadashiku seimyō jōzu no iki naru ni yori kokoni shichidan o inkyo su | Vedendo che, oltre ad eccellere quotidianamente nell'arte dello shōgi, si è approfondita la comprensione di un gioco abile e corretto perfezionando ulteriormente l'arte, è qui concesso il 7º dan. |
| 8º dan     | 夙ニ将棋ニ 天賦ノ資有 蘊奥ヲ極メ 明識ノ師範 ナルニ依而 茲ニ八段ニ 推ス   | tsutoni shōgi ni tenpu no shiari unnō o kiwame meishiki no shihan naru ni yotte kokoni hachidan ni osu      | Avendo un talento innato per lo shōgi, avendo padroneggiato i segreti dello shōgi ed essendo divenuto un esempio di conoscenza, viene fatta una raccomandazione per il grado di 8º dan.             |
| 9º dan     | 夙ニ将棋ニ 天賦ノ資有 蘊奥ヲ極メ 明哲ノ師宗 ナルニ依而 茲ニ八段ニ 推ス   | tsutoni shōgi ni tenpu no shiari unnō o kiwame meitetsu no shisō naru ni yotte kokoni kudan ni osu          | Avendo un talento innato per lo shōgi, avendo padroneggiato i segreti dello shōgi ed essendo divenuto un maestro di saggezza, viene fatta una raccomandazione per il grado di 9º dan.               |

### Gruppi di studio
I "gruppi di studio" o "gruppi di allenamento" (研修会?, kenshūkai), situati a Tōkyō, Ōsaka, Nagoya, Fukuoka, Sapporo e Sendai, sono associazioni di giovani giocatori amatoriali che possono giocare contro professionisti a scopo di apprendimento e contro altri amatori di livello simile. I partecipanti sono classificati in 14 categorie, dalla più alta: S, A1, A2, B1, B2, C1, C2, D1, D2, E1, E2, F1, F2, G, con un membro di classe G considerato equivalente a un 2º dan amatoriale. Possono iscriversi persone di età inferiore a 20 anni, che vengono poi sottoposte a un esame di otto partite, in base al risultato del quale vengono inseriti in una classe. Le donne che desiderino diventare professioniste femminili di età inferiore ai 25 anni possono inoltre iscriversi, ma quelle di età superiore a 23 anni devono qualificarsi per la classe D1. Gli incontri avvengono due volte al mese, la 2ª e la 4ª domenica, e durante ogni incontro gli studenti giocano quattro partite. La promozione da una classe all'altra dipende dai risultati degli incontri. Il primo numero indica le vittorie, il secondo le sconfitte:
- Alla classe F2: 3-3.
- Alla classe F1: 5-0, 7-3, 9-4.
- Alle classi E, D, C: 6-0, 9-3, 11-4, 13-5, 15-6.
- Alle classi B, A: 8-0, 12-4, 14-5, 16-6, 18-7.

Se uno studente viene promosso in classe A2 a meno di 15 anni o in classe S a meno di 18 anni, può iniziare l'apprendistato come 6º kyū, e così uno studente di classe A o superiore raccomandato da un professionista. Inoltre, una ragazza che raggiunga il livello B2 potrà essere classificata come professionista femminile 2º kyū.

### Giocatrici professionali femminili
A causa della diffusione ridotta dello shōgi tra le donne, non vi sono ancora giocatrici che si sono qualificate per diventare giocatrici professionali effettive, pertanto fu istituita nel 1974 la figura della giocatrice professionale femminile (女流棋士?, joryū kishi). Le giocatrici sono classificate dal 2º kyū (二級?, ni-kyū) al 7º dan (七段?, shichidan). Le certificazioni di grado vengono rilasciate dalla Japan Shōgi Association (日本将棋連盟?, Nihon Shōgi Renmei, JSA) e dalla Ladies Professional Shōgi Association (日本女子プロ将棋協会?, Nihon Joshi Puro Shōgi Kyōkai, LPSA). Le giocatrici amatoriali che vogliano diventare professioniste femminili devono soddisfare dei precisi criteri entro i 27 anni per iscriversi alla JSA ed entro i 40 per la LPSA. Le giocatrici sono inoltre classificate nel campionato Hakurei in classi che vanno dalla A alla D, più una classe libera le cui componenti non possono partecipare al campionato.
| Grado  | Criteri |
| ------ | --- |
| 2º kyū | - Essere promossa alla classe B2 dei Gruppi di studio e avere giocato 48 partite. - Superare l'esame iniziale per la classe B2 e giocare 48 partite. - Arrivare ai quarti di finale del torneo Joō. - Arrivare ai quarti di finale del torneo Joryū Ōza. - Arrivare ai quarti di finale del torneo Joryū Ōshō. - Arrivare ai quarti di finale del torneo Kurashiki Tōka. - Vincere la YAMADA Joryū Callenge Cup. |
| 1º kyū | - Essere promossa in classe C del campionato Hakurei. - Arrivare alle fasi finali del torneo Joō. - Arrivare alle fasi finali del torneo Joryū Ōza. - Arrivare alle fasi finali del torneo Joryū Ōshō. - Arrivare ai quarti di finale del torneo Kurashiki Tōka. - Arrivare alla finale di qualificazione del torneo Joryū Meijin. - Arrivare alla finale di qualificazione del torneo Joryū Ōi. - Arrivare alla finale della YAMADA Joryū Callenge Cup. - Vincere almeno il 50% delle partite ufficiali annuali dalla promozione a 2º kyū. - Vincere 40 partite dopo la promozione a 2º kyū.                    |
| 1º dan | - Essere promossa in classe B del campionato Hakurei. - Arrivare alle semifinali del torneo Seirei. - Arrivare alle semifinali del torneo Joō. - Arrivare alle semifinali del torneo Joryū Ōza. - Arrivare alle semifinali del torneo Joryū Ōshō. - Arrivare alle semifinali del torneo Kurashiki Tōka. - Arrivare alle fasi finali del torneo Joryū Meijin. - Qualificarsi tra le prime sei delle fasi finali del torneo Joryū Ōi. - Vincere la YAMADA Joryū Callenge Cup. - Vincere almeno il 50% delle partite ufficiali annuali dalla promozione a 1º kyū. - Vincere 60 partite dopo la promozione a 1º kyū. |
| 2º dan | - Essere promossa in classe A del campionato Hakurei. - Qualificarsi come sfidante per un altro titolo principale. - Vincere 70 partite dopo la promozione a 1º dan. |
| 3º dan | - Vincere un titolo principale. - Vincere 100 partite dopo la promozione a 2º dan. |
| 4º dan | - Vincere tre titoli principali. - Vincere 130 partite dopo la promozione a 3º dan. |
| 5º dan | - Vincere sette titoli principali. - Vincere 160 partite dopo la promozione a 4º dan. |
| 6º dan | Risultati straordinari valutati dalla commissione della JSA o della LPSA. |
| 7º dan | Risultati straordinari valutati dalla commissione della JSA o della LPSA. |

Per essere promosse, è necessaria la soddisfazione di uno solo dei punti sopra riportati. Per la JSA, non è possibile saltare i gradi o essere promosse due volte in un anno, mentre la LPSA non applica questa regola. Le giocatrici in pensione possono essere inoltre promosse in considerazione di particolari risultati. Siccome le giocatrici possono solo essere promosse secondo il sistema dan-kyū, che quindi è un indicatore dello stato della carriera, piuttosto che dell'effettiva abilità, per valutare quest'ultima si utilizza la classifica all'interno del campionato Hakurei.
| Classe   | Capacità   | Partite per giocatrice  | Promozione                                         | Retrocessione                                     |
| -------- | ---------- | ----------------------- | -------------------------------------------------- | ------------------------------------------------- |
| Hakurei  | 1 persona  | Battaglia per il titolo | (mantenimento del titolo) Vittoria della battaglia | (ritorno in campionato) Sconfitta nella battaglia |
| Classe A | 10 persone | 9 + playoff             | (conquista del titolo) Vittoria della battaglia    | 2 peggiori                                        |
| Classe B | 10 persone | 9                       | 2 migliori                                         | 3 peggiori                                        |
| Classe C | 20 persone | 8                       | 3 migliori                                         | 4 peggiori                                        |
| Classe D | Indefinito | 8                       | 4 migliori                                         | 3 punti di retrocessione                          |

Chi viene retrocesso in classe libera non gioca nel campionato. Le regole per la retrocessione da classe D a libera sono le seguenti:
- Viene assegnato 1 punto di retrocessione alle giocatrici peggiori, ad un tasso di 1 punto ogni 4,5 partecipanti.
- Al terzo punto di retrocessione, si viene retrocesse in classe libera.
- Il primo punto di retrocessione non può essere cancellato durante la permanenza in classe D.
- Il secondo punto di retrocessione può essere cancellato vincendo 5 partite.
- Se si viene promosse in classe C o retrocesse in classe libera, i punti di retrocessione sono azzerati.

Per tornare dalla classe libera alla classe D bisogna conseguire uno dei seguenti risultati:
- Arrivare alla finale di qualificazione del torneo Seirei.
- Arrivare ai quarti di finale del torneo Joō.
- Arrivare ai quarti di finale del torneo Joryū Ōza.
- Arrivare ai quarti di finale del torneo Joryū Ōshō.
- Arrivare ai quarti di finale del torneo Joryū Ōshō.
- Arrivare alle fasi finali del torneo Joryū Meijin.
- Arrivare alle fasi finali del torneo Kurashiki Tōka.

Le giocatrici di shōgi possono inoltre accumulare punti di ritiro se si qualificano tra le peggiori considerando tutti i titoli principali. Il numero di punti di ritiro dipende dal numero di giocatrici: partendo da un minimo di 36 giocatrici, nel qual caso è assegnato un solo punto all'anno, viene aggiunto un punto di ritiro ogni 5 giocatrici. Una giocatrice che accumuli tre punti di retrocessione deve ritirarsi. Per poter cancellare i punti di ritiro, bisogna soddisfare i criteri di promozione per il 1º kyū (esclusi quelli collegati alla YAMADA Joryū Challenge Cup), tuttavia si può cancellare un solo punto di ritiro all'anno. Una giocatrice che raggiunga i 65 anni di età deve obbligatoriamente ritirarsi a meno che non abbia nessun punto di ritiro, nel qual caso potrà continuare a giocare fino a quando non riceva un punto.

### Apprendistato
I migliori giocatori amatoriali e i giocatori di classe A ed S dei gruppi di studio possono iscriversi alla scuola per apprendisti (新進棋士奨励会?, shinshin kishi shōreikai), dove vengono classificati da 7º kyū (7級?, shichi-kyū) a 3º dan (三段?, sandan). Gli apprendisti iniziano sempre dal grado di 6º kyū, ma possono essere retrocessi al 7º; un'ulteriore retrocessione comporta il ritiro. I giocatori vengono promossi e retrocessi in considerazione dei loro risultati e giocano in due campionati distinti per il Kantō e il Kansai. Chi raggiunge il grado di 3º dan partecipa alla lega dei 3º dan (三段リーグ?, sandan rīgu), un campionato unico per tutto il Giappone. Le regole di promozione sono le seguenti (il primo numero indica le vittorie, il secondo le sconfitte):
- Fino al 1º kyū: 6-0, 9-3, 11-4, 13-5, 15-6.
- Fino al 3º dan: 8-0, 12-4, 14-5, 16-6, 18-7.

Per quanto riguarda la retrocessione, invece:
- Da 3º dan a 2º dan: si ottiene un punto di retrocessione se, alla fine della lega, si ha una percentuale di vittorie inferiore al 25%, mentre il punto viene tolto se si raggiunge una percentuale di vittorie superiore al 25%. Se si accumulano due punti si viene retrocessi.
- Da 2º dan in giù: si ottiene un punto di retrocessione con un punteggio di 2-8, mentre il punto viene tolto con un risultato di 3-3. Se si accumulano due punti si viene retrocessi.

Bisogna raggiungere il livello di 1º dan entro i 21 anni (ma se uno studente di età maggiore viene retrocesso a 1º kyū oltre i 21 anni di età, gli vengono concessi sei mesi per riottenere il grado), altrimenti bisognerà ritirarsi. Bisogna inoltre essere promossi a 4º dan entro i 26 anni di età, ma sono comunque concesse cinque partecipazioni al campionato di 3º dan e chi mantenesse un punteggio di vittorie superiore al 50% nel campionato potrà rimanervi fino a 29 anni anche se le sue partecipazioni sono scadute.
Nella lega di 3º dan, i giocatori con questo grado si scontrano tra loro; un singolo campionato dura sei mesi (da aprile a settembre e da ottobre a marzo), durante i quali ogni giocatore partecipa a 18 incontri. I primi due giocatori del campionato saranno promossi al 4º dan in classe C2, diventando professionisti. Chi dovesse conquistare il terzo posto almeno due volte può essere promosso a 4º dan in classe libera.

### Giocatori professionali
I giocatori professionali di shōgi sono classificati dal 4º dan (四段?, yodan) a 9º dan (九段?, kudan). Siccome un giocatore non può essere retrocesso, per valutarne l'abilità si utilizza il posizionamento nel campionato Meijin, diviso in cinque classi (A, B1, B2, C1, C2), e nel campionato Ryūō, diviso in sei classi, ognuna strutturata come un torneo a sé. Vi è inoltre una classe libera nel campionato Meijin di giocatori che non partecipano al campionato. Per entrare da subito a far parte della classe C2 bisogna vincere la lega dei 3º dan, mentre un giocatore che arrivi terzo per due volte nella lega o che superi l'esame di ammissione professionale (棋士編入試験?, kishi hennyū shiken), consistente in cinque partite contro giocatori professionali, dovendo vincerne tre, entrerà nella classe libera.
| Grado  | Criteri |
| ------ | --- |
| 4º dan | - Vincere la lega dei 3º dan. - Arrivare terzo alla lega dei 3º dan per due volte. - Superare l'esame di ammissione. |
| 5º dan | - Essere promosso in classe C1 del campionato Meijin. - Essere promosso per due volte consecutive nel campionato Ryūō, almeno una volta dopo la promozione a 4º dan. - Essere per tre volte il campione di categoria nel campionato Ryūō dopo la promozione a 4º dan. - Qualificarsi come sfidante per un titolo principale dopo la promozione a 4º dan. - Vincere un titolo secondario aperto a tutti i professionisti dopo la promozione a 4º dan. - Vincere 100 partite dopo la promozione a 4º dan.                                                                 |
| 6º dan | - Essere promosso in classe B2 del campionato Meijin. - Essere promosso alla 2ª classe del campionato Ryūō. - Essere promosso per due volte consecutive nel campionato Ryūō, almeno una volta dopo la promozione a 5º dan. - Essere per tre volte il campione di categoria nel campionato Ryūō dopo la promozione a 5º dan. - Qualificarsi come sfidante per un titolo principale dopo la promozione a 5º dan. - Vincere un titolo secondario aperto a tutti i professionisti dopo la promozione a 5º dan. - Vincere 120 partite dopo la promozione a 5º dan.           |
| 7º dan | - Essere promosso in classe B1 del campionato Meijin. - Qualificarsi come sfidante per il Ryūō. - Essere promosso alla 1ª classe del campionato Ryūō. - Essere promosso per due volte consecutive nel campionato Ryūō, almeno una volta dopo la promozione a 6º dan. - Essere per tre volte il campione di categoria nel campionato Ryūō dopo la promozione a 6º dan. - Vincere un titolo principale per la prima volta. - Vincere un titolo secondario aperto a tutti i professionisti dopo la promozione a 6º dan. - Vincere 150 partite dopo la promozione a 6º dan. |
| 8º dan | - Essere promosso in classe A del campionato Meijin. - Vincere il Ryūō per la prima volta. - Vincere un altro principale per la seconda volta. - Vincere 190 partite dopo la promozione a 7º dan. |
| 9º dan | - Vincere il Meijin per la prima volta. - Vincere il Ryūō per la seconda volta. - Vincere un altro principale per la terza volta. - Vincere 250 partite dopo la promozione a 8º dan. |

Per essere promossi, è necessaria la soddisfazione di uno solo dei punti sopra riportati. Si può saltare da un grado all'altro (ad esclusione del 9º dan, che richiede prima la soddisfazione dei criteri per l'8º dan). I giocatori in classe libera possono essere inoltre promossi in considerazione degli anni di attività, e i giocatori in pensione possono essere promossi su valutazione della commissione. Inoltre, è possibile essere promossi a un grado superiore senza raggiungere uno degli obiettivi se la commissione ritiene che il giocatore abbia ottenuto risultati straordinari.
| Classe | Capacità   | Ingresso nel torneo principale | Promozione                                         | Retrocessione                                     |
| ------ | ---------- | ------------------------------ | -------------------------------------------------- | ------------------------------------------------- |
| Ryūō   | 1 persona  | -                              | (mantenimento del titolo) Vittoria della battaglia | (ritorno in campionato) Sconfitta nella battaglia |
| 1      | 16 persone | 5 migliori                     | (conquista del titolo) Vittoria della battaglia    | 4 peggiori                                        |
| 2      | 16 persone | Finalisti                      | 4 migliori                                         | 4 peggiori                                        |
| 3      | 16 persone | Vincitore                      | 4 migliori                                         | 4 peggiori                                        |
| 4      | 32 persone | Vincitore                      | 4 migliori                                         | 4 peggiori                                        |
| 5      | 32 persone | Vincitore                      | 4 migliori                                         | 4 peggiori                                        |
| 6      | Indefinito | Vincitore                      | 4 migliori                                         | -                                                 |

| Classe | Capacità   | Partite per giocatore   | Promozione                                         | Retrocessione                                     |
| ------ | ---------- | ----------------------- | -------------------------------------------------- | ------------------------------------------------- |
| Meijin | 1 persona  | Battaglia per il titolo | (mantenimento del titolo) Vittoria della battaglia | (ritorno in campionato) Sconfitta nella battaglia |
| A      | 10 persone | 9 + playoff             | (conquista del titolo) Vittoria della battaglia    | 2 peggiori                                        |
| B1     | 13 persone | 12                      | 2 migliori                                         | 3 peggiori                                        |
| B2     | Indefinito | 10                      | 3 migliori                                         | 2 punti di retrocesione                           |
| C1     | Indefinito | 10                      | 3 migliori o più in caso di parimerito             | 2 punti di retrocesione                           |
| C2     | Indefinito | 10                      | 3 migliori o più in caso di parimerito             | 3 punti di retrocessione                          |

Chi viene retrocesso in classe libera non gioca nel campionato. Le regole per l'otenimento di punti di retrocessione sono le seguenti:
- In classe B2, viene assegnato 1 punto di retrocessione ai giocatori peggiori, ad un tasso di 1 punto ogni 4 partecipanti.
- In classe C1 e C2, viene assegnato 1 punto di retrocessione ai giocatori peggiori, ad un tasso di 1 punto ogni 4,5 partecipanti.
- In classe B2 e C1, al secondo punto di retrocessione si viene retrocessi.
- In classe C2, al terzo punto di retrocessione si viene retrocessi in classe libera.
- In classe C2, il primo punto di retrocessione non può essere cancellato durante la permanenza in classe C2.
- Un punto di retrocessione può essere cancellato vincendo 6 partite o vincendo 5 partite per due volte.
- Se vengono soddisfatti contemporaneamente i criteri di assegnazione e cancellazione dei punti di retrocessione, il loro numero rimarrà invariato.
- Se si viene promossi o retrocessi, i punti di retrocessione sono azzerati.

Per tornare dalla classe libera alla classe C2 bisogna conseguire uno dei seguenti risultati:
- Vincere un numero di partite pari almeno al numero di tornei in cui si partecipa + 8 in un anno con una percentuale di vitoria del 60% o più.
- Avere una percentuale di vittoria nelle ultime 30 partite del 65% o più.
- Giocare un numero di partite pari almeno al (numero di tornei in cui si partecipa + 1) × 3.
- Qualificarsi come sfidante per un titolo principale.
- Vincere un titolo secondario.

Un giocatore che rimanga in classe libera per 10 anni (10 anni e 6 mesi per chi inizia la carriera in classe libera essendo arrivato terzo per due volte nella lega dei 3º dan) o che si trovi in classe libera all'età di 60 anni o più dovrà ritirarsi. Una deroga di un anno è concessa se il giocatore si trova ancora in 4ª classe del campionato Ryūō o si qualifica tra i migliori quattro in un altro titolo principale. Un giocatore attivo di classe B1 o inferiore potrà inoltre rilasciare una dichiarazione di ingresso in classe libera, per cui non potrà più rientrare in campionato neanche soddisfacendo i criteri. Per questi giocatori gli anni di attività prima del pensionamento sono calcolati come segue:
- In base alla posizione in classifica al momento della dichiarazione, ogni giocatore ha un numero minimo di anni di attività a disposizione.
- Esauriti gli anni:
  - Se il giocatore ha 65 anni o più, si ritirerà.
  - Se il giocatore ha tra i 50 e i 64 anni, rimarrà attivo fino al compimento dei 65 anni.
  - Se il giocatore ha 49 anni o meno, rimarrà attivo per altri 15 anni.

| Classe                 | B1 | B2 | B2 | C1 | C1 | C2 | C2 | C2 |
| Punti di retrocessione | 0  | 0  | 1  | 0  | 1  | 0  | 1  | 2  |
| ---------------------- | -- | -- | -- | -- | -- | -- | -- | -- |
| Anni                   | 8  | 7  | 6  | 5  | 4  | 3  | 2  | 1  |

## Etichetta
Il gioco dello shōgi è caratterizzato da alcune usanze e rituali che, pur non essendo espressamente parte delle regole, sono comunque ritenuti fondamentali per un buon giocatore. In particolare, è fondamentale sapere chi dei due giocatori è il più importante. In caso di tornei o partite professionali, l'ordine di importanza dei giocatori è il seguente:
- Ryūō (竜王?) e Meijin (名人?),
  - Quando Ryūō e Meijin si incontrano, quello con il maggior numero di titoli in queste due competizioni è superiore.
  - Se il numero di titoli è lo stesso, quello con il numero di matricola più basso (quindi quello divenuto professionista per primo) è superiore.
- Detentori di altri titoli,
  - Quando due detentori di titoli minori si incontrano, quello con il maggior numero di titoli in assoluto è superiore.
  - Se il numero di titoli è lo stesso, quello con il titolo più importante (variabile di anno in anno) è superiore.
- Detentori di titoli eterni,
  - Quando due detentori di titoli eterni si incontrano, quello che ha ottenuto il titolo prima (non importa di quale titolo si tratti) è superiore.
- Giocatori con grado più alto,
  - Quando due giocatori con lo stesso grado si incontrano, quello che ha ottenuto il grado prima è superiore.

In una battaglia per il titolo, il difensore occupa la posizione superiore (上座?, kamiza), mentre lo sfidante quella inferiore (下座?, shimoza). Ad ogni modo, è possibile che un giocatore ceda il posto superiore (上座の譲り合い?, kamiza no yuzuriai) a un avversario particolarmente anziano, forte o che si ritirerà dopo la partita. Nelle partite amichevoli il giocatore superiore è generalmente il più anziano, il più importante o il più esperto.
Prima dell'inizio vero e proprio si dispongono i komadai e lo shōgiban, mettendo la scatola dei pezzi (駒箱?, komabako) al centro. Questo può essere fatto dai giocatori o, nel caso dei tornei, dagli organizzatori. Dopodiché i due giocatori si siedono nella posizione di seiza (正座?). Il giocatore superiore si siede, nelle stanze giapponesi, nel posto che dà le spalle al tokonoma (床の間?), mentre nelle stanze occidentali occuperà il posto più lontano dalla porta o quello con la temperatura migliore (quello più vicino al camino o termosifone in inverno e il più fresco d'estate), ma non di rado può occupare il posto che permette una migliore visuale su un eventuale giardino.
Dopo essersi scambiati un lieve inchino (座礼?, zarei), il giocatore superiore apre la scatola dei pezzi e ne estrae la borsa (駒袋?, komabukuro) in cui questi sono contenuti. Apre quindi la borsa e fa cadere i pezzi sullo shōgiban, evitando che si sparpaglino eccessivamente.
A questo punto inizia la disposizione dei pezzi vera e propria. Da notare che fino a questo momento il giocatore inferiore non ha ancora toccato i pezzi. Il giocatore superiore cerca ora il pezzo del Re (王将?, ōshō) e lo posiziona nella casa corrispondente, dopodiché il giocatore inferiore cerca il pezzo del Generale di giada (玉将? gyokushō) e lo posiziona. Nel caso in cui il set di pezzi possieda due Generali di giada (双玉?, sōgyoku) il giocatore superiore prende il pezzo con lo stile calligrafico scritto sulla base, mentre il giocatore inferiore prende quello con la firma dell'artigiano.
Dopo aver posizionato i Re, i giocatori dispongono i pezzi sullo shōgiban secondo lo stile che preferiscono (Ōhashi o Itō) posando un pezzo a testa fino a che la disposizione non è completa. Se dovessero avanzare dei pezzi (alcuni set includono uno o due Pedoni di riserva in caso di smarrimento) il giocatore superiore li rimette nel sacchetto e ripone la scatola dei pezzi sotto allo shōgiban (nel caso di shōgiban da pavimento) o di fianco ad esso.
A questo punto, nel caso di una partita con handicap, uwate toglie i pezzi corrispondenti; in caso contrario il giocatore superiore prende i cinque Pedoni centrali ed esegue il furigoma. Nei tornei, il furigoma può essere eseguito in anticipo da un membro della commissione o da un personaggio famoso, altrimenti il cronometrista stenderà un panno sul tatami e si siederà dal lato del giocatore superiore, prenderà quindi i cinque Pedoni centrali ed eseguirà il furigoma al posto del giocatore superiore. Dopo il furigoma il giocatore riposizionerà i Pedoni seguendo il suo stile (dal centro verso i lati per lo stile Ōhashi e da sinistra verso destra per lo stile Itō).
Terminata la fase pre-partita i giocatori si inchinano pronunciando le parole "yoroshiku onegaishimasu" (よろしくお願いします?) e iniziano a giocare.
Durante la partita è buona educazione che tutti i presenti rimangano nel più completo silenzio. Il cronometrista, ad ogni modo, potrebbe occasionalmente parlare per informare i giocatori che il tempo sta scadendo, e un giocatore può a sua volta chiedere al cronometrista di informarlo quando un certo tempo è trascorso, oppure per accordarsi per un pareggio. Inoltre, anche in situazioni dove le regole sono più rilassate, l'atto di nascondere i propri pezzi (隠し駒?, kakushi koma) o di ritrattare una mossa (待った?, matta) è considerato estremamente irrispettoso.
Al termine della partita, ad eccezione delle partite patte o no contest, il giocatore che perde esprime il suo ritiro posando delicatamente la mano sul komadai, facendo un inchino e pronunciando le parole "makemashita" (負けました? ho perso) o "arimasen" (ありません? non ho altre mosse). Si dice che l'atto di poggiare la mano sul komadai derivi dal fatto che nell'antichità si prendessero i pezzi in mano facendoli cadere sullo shōgiban. Siccome questo gesto scombinava la posizione dei pezzi si decise di stilizzarlo nella forma attuale. Solitamente, quando un giocatore si ritira, l'avversario si inchina a sua volta pronunciando la frase "arigatō gozaimashita" (ありがとうございました? grazie).
Al termine di una partita sarebbe bene eseguire la cosiddetta kansō-sen (感想戦?), una procedura durante la quale si rimettono velocemente i pezzi nella posizione iniziale e si rigiocano le stesse mosse della partita, questa volta, però, dando consigli e impressioni all'avversario, in modo da poter trarre il massimo giovamento dall'incontro. Dopo questo si rimettono tutti i pezzi al centro dello shōgiban e il giocatore superiore li rimette nel sacchetto accertandosi che ci siano tutti: prima si ripongono i Re, poi le Torri, gli Alfieri, i Generali d'oro, i Generali d'argento, i Cavalli, le Lance e infine i Pedoni a gruppi di tre, si chiude il sacchetto e lo si rimette nella scatola. A volte il giocatore inferiore può aiutare formando i gruppi di Pedoni. Riponendo i pezzi a gruppi di due, tre o quattro ci si assicura che tutti i koma siano presenti; in più, l'ordine particolare in cui si mettono i pezzi nel sacchetto è studiato in modo tale da trovare subito i pezzi che verranno disposti per primi nella partita successiva. Un'interpretazione particolare di questo rituale è che, come i pezzi che durante la partita combattevano gli uni contro gli altri ora si ritrovano tutti insieme nello stesso sacchetto, così i due giocatori tornano amici dopo la partita.
Dopo aver riposto i pezzi i giocatori si scambiano un ultimo inchino accompagnato dalle parole "arigatō gozaimashita" (ありがとうございました?) e l'incontro può ritenersi terminato.

## Artigianato
Gli oggetti usati per giocare a shōgi possono essere costruiti con vari materiali, ma tradizionalmente il legno è il materiale preferito. Oltre ai set più economici, esistono anche produzioni artigianali di alta qualità.

### Koma
Il primo fattore per determinare la qualità di un set di pezzi è il legno. Il legno più utilizzato per realizzare i koma è quello di Buxus microphylla var. japonica (本黄楊?, hontsuge), una varietà di bosso giapponese. Le piante più pregiate provengono da Mikurajima (島黄楊?, shimatsuge) e dalla prefettura di Kagoshima (薩摩黄楊?, Satsuma tsuge). Le caratteristiche principali di questo legno sono la sua durezza, l'odore e la tendenza a migliorare cromaticamente con il tempo.
Una possibile alternativa meno costosa è il legno di Gardenia collinsae (シャム黄楊?, Shamu tsuge, tsuge del Siam). Infine, i pezzi più economici, per esempio quelli con i caratteri stampati, possono essere fatti con legni quali Magnolia obovata (朴の木?, hō no ki), Schima wallichii (イジュ?, iju) varie specie del genere Acer (楓?, kaede) e del genere Betula (樺?, kaba).
Oltre al tipo di legno, anche il disegno e le venature possono influenzare il valore dei pezzi. Queste ultime sono ritenute più pregiate quando sono pressoché parallele (柾目?, masame) e corrono dalla base alla punta del pezzo, in contrapposizione al motivo ad anelli stagionali (板目?, itame). Per ottenere ciò, il pezzo deve essere intagliato in modo che la sua superficie sia perpendicolare agli anelli di crescita. Se il legno ha una colorazione rossiccia, allora il disegno prende il nome di akamasa (赤柾? venature rosse), quando le striature sono molto sottili sono dette itomasa (糸柾? venature filiformi) e se invece sono più rade e visibili sono definite aramasa (荒柾? venature sparse). Oltre al normale masame, i pezzi di alta qualità possono avere un secondo tipo di disegno indipendente dagli anelli di crescita detto moku (杢?) o fu (斑?). In base alla forma delle striature e alla loro disposizione rispetto agli anelli stagionali si parla di torafu (虎斑? motivo della tigre) quando le strisce sono parallele, ricordando il manto di una tigre, nemoku (根杢? motivo di base) se il disegno è più irregolare e kujakumoku (孔雀杢? motivo del pavone) quando le striature si aprono radialmente, ricordando la coda di un pavone.

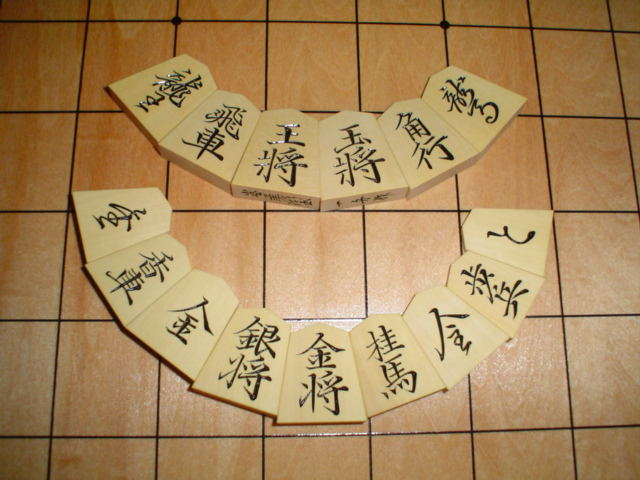
Pezzi intagliati con stile makiryōko.

Il secondo fattore che determina il pregio dei pezzi sono i caratteri. I kanji possono appartenere a cinque diversi stili, che sono, dal meno al più pregiato: kurobori (黒彫? incisione nera), namibori (並彫? incisione parallela), chūbori (中彫? incisione media), jōbori (上彫? incisione superiore) e, infine, vari stili calligrafici. Il jōbori è ritenuto lo stile di base ed è utilizzato durante gli eventi ufficiali. Gli stili inferiori sono semplificazioni di quest'ultimo, dove il kurobori è il più stilizzato di tutti. I caratteri calligrafici sono invece adatti a prodotti di pregio.
Tra i vari stili calligrafici, i più diffusi sono il kinki (錦旗?), basato sulle calligrafie dell'imperatore Go-Mizunoo, il minase (水無瀬?), basato sulle calligrafie di Minase Kanenari e il makiryōko (巻菱湖?), che prende il nome dall'omonimo calligrafo. Vi sono inoltre, per esempio, il genbeekiyoyasu (源兵衛清安?), lo shōryū (昇龍?), basato sulle opere di Shōryūsai o il gadō (鵞堂?), che prende il nome da Ono Gadō. Per le partite trasmesse in televisione si utilizzano generalmente stili a un carattere (一字?, ichiji), che migliorano la riconoscibilità dei pezzi.

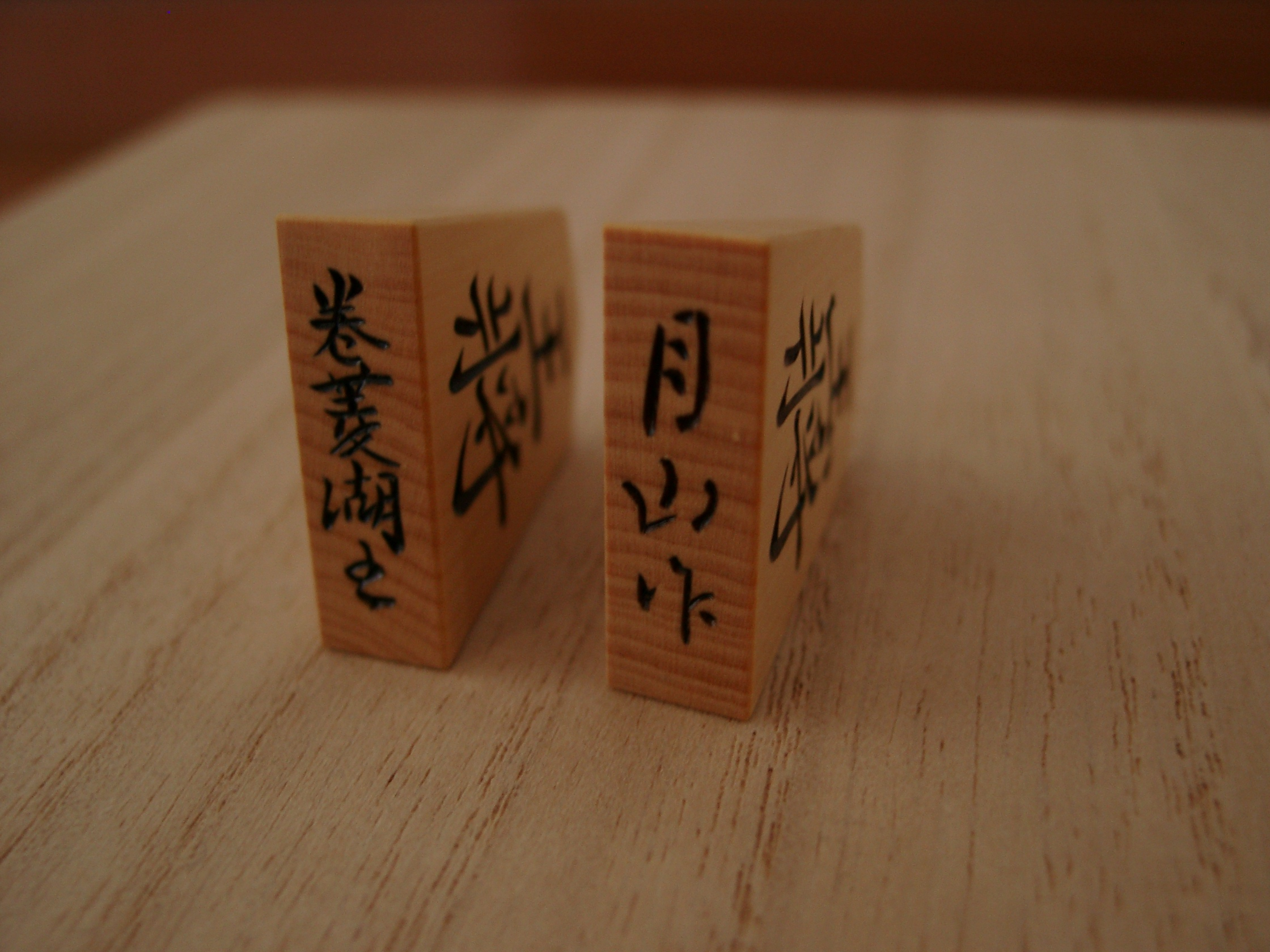
A sinistra, l'Ōshō con la scritta 巻菱湖書 (makiryōko-sho), stile makiryōko, a destra, il gyokushō con la scritta 月山作 (Gassan-saku), prodotto da Gassan.

Solitamente, la firma dell'artigiano è riportata sulla base del Gyokushō, mentre il nome dello stile calligrafico si trova sulla base dell'Ōshō.
I pezzi possono anche essere classificati in base al colore della lacca: nei pezzi chiamati Genpei koma (源平駒?) i caratteri del lato promosso sono scritti in rosso, nei pezzi classificati come sakiwake (咲分け?), oltre ai caratteri del lato promosso, anche il carattere superiore del lato non promosso è scritto con lacca rossa.
I kanji, generalmente in lacca, possono inoltre essere scritti sui pezzi in quattro modi:
| 書き駒     | Kakigoma, pezzi scritti: i caratteri sono scritti con un pennello direttamente sulla superficie dei pezzi. La viscosità della lacca fa sì che i caratteri risultino in rilievo. La forma più antica di pezzi. Lo stile può essere regolare (楷書?, kaisho) o corsivo (草書?, sōsho). Oggi raramente prodotto, se non a Tendō, dove si adotta un particolare stile corsivo. In genere, sono ritenuti pezzi di fascia media.                              |
| 彫り駒     | Horigoma, pezzi intagliati: la superficie del pezzo viene intagliata con un'incisione a forma di cuneo, le cui pareti vengono successivamente coperte da uno strato di lacca. I pezzi possono essere intagliati a macchina o a mano, con un conseguente cambio di valore. A partire da questa tipologia, si utilizzano gli stili di scrittura citati in precedenza. Questa categoria comprende pezzi di fascia media e alta.                            |
| 彫り埋め駒 | Horiumegoma, pezzi intagliati e riempiti: i pezzi intagliati vengono completamente ricoperti di lacca e, una volta asciutti, sono lucidati in modo da far riemergere i caratteri. Per questa tipologia, l'intaglio avviene generalmente a mano e si utilizzano spesso stili di scrittura particolari. Sono considerati pezzi di alta qualità. |
| 盛り上げ駒 | Moriagegoma, pezzi in rilievo: i pezzi vengono intagliati a mano, sono poi riempiti di lacca e lucidati e infine viene aggiunta altra lacca ricalcando i caratteri, così che risultino in rilievo. Sebbene visivamenteidentici ai pezzi scritti, i pezzi in rilievo sono molto più duraturi e in genere utilizzano stili calligrafici più elaborati. Sono i pezzi utilizzati per tutti i titoli ufficiali, e sono anche i pezzi migliori e più costosi. |

Inoltre, i pezzi di qualità più bassa sono prodotti a macchina e i caratteri stampati, e vengono chiamati stamp koma (スタンプ駒?, sutanpu koma).
Sebbene le dimensioni assolute dei pezzi non sono stabilite e variano a seconda dello stile tipografico, le loro dimensioni relative sono sempre le stesse, e sono indicative del valore dei pezzi:
- I Pedoni sono i pezzi più piccoli.
- Le Lance sono più alte, larghe e spesse dei Pedoni.
- I Cavalli sono più larghi delle Lance; altezza e spessore possono essere uguali o leggermente superiori.
- I Generali d'oro e d'argento sono identici tra loro; sono più alti, larghi e spessi dei Cavalli.
- Torri e Alfieri sono identici tra loro; sono più alti, larghi e spessi dei Generali.
- I Re sono identici tra loro e sono i pezzi più grandi; sono più alti, larghi e spessi di Torri e Alfieri.

La forma dei pezzi è unica dello shōgi ed è uno dei suoi elementi più riconoscibili. Questo è infatti l'unico gioco della famiglia degli scacchi dove i due eserciti non sono distinti dal colore. Non si sa quando fu adottata la forma pentagonale, infatti il primo set di pezzi di cui si abbia notizia, trovato presso il Kōfuku-ji, a Nara, e risalente al 1058, utilizzava già questa forma.

### Shōgiban
Proprio come per i pezzi, il primo fattore per determinare la qualità di uno shōgiban è il legno utilizzato: quello più pregiato è quello di Torreya nucifera (本榧?, honkaya), un legno denso, elastico e molto resistente, con un tipico colore dorato dovuto alla sua oleosità, un buon profumo e una sonorità molto ricercata dai giocatori. In particolare le piante provenienti dalla prefettura di Miyazaki (日向榧?, Hyūga kaya), a causa dei forti sbalzi termici tra estate e inverno e della crescita lenta, mostrano venature sottili, dritte e ben definite.
Essendo il kaya una specie protetta, bisogna aspettare che gli alberi muoiano naturalmente prima di poterne ricavare degli shōgiban. Per questo motivo, sono utilizzati anche altri legni, tra cui varie piante del genere Picea (新榧?, shinkaya, nuovo kaya), Cercidiphyllum japonicum (桂?, katsura), Ginkgo biloba (銀杏?, ichō), Chamaecyparis obtusa (檜?, hinoki), Thujopsis dolabrata var. hondae (檜葉?, hiba) e varie specie del genere Agathis (アガチス?, agachisu).
Allo stesso modo che per i pezzi, anche negli shōgiban la venatura influenza significativamente la qualità. Le venature dritte sono chiamate masame (柾目?), quelle con forme circolari o ellittiche sono chiamate itame (板目?). In tutti gli shōgiban, la superficie superiore dovrebbe risultare striata da un masame in direzione parallela alle colonne e perpendicolare alle traverse, pertanto, a lavoro finito, i giocatori si troveranno a fronteggiare la parte superiore e la parte inferiore del tronco; a seconda di quanti e quali lati presentano la venatura, gli shōgiban si differenziano in sei tipologie:
- Shihōmasa (四方柾? venatura su quattro lati): il masame è ben definito sui lati superiore, inferiore e laterali. Il taglio viene eseguito in modo tale che il raggio del tronco attraversi due vertici opposti dei lati frontali, perciò vengono prodotti molti scarti ed è necessario un albero secolare. Il masame migliora allontanandosi dal centro del tronco. Il lato superiore sarà quello con l'aspetto migliore.
- Tenchimasa (天地柾? venatura su cielo e terra): il masame è ben definito sui lati superiore e inferiore. I lati laterali presentano un itame. Il taglio viene eseguito in modo tale che il raggio divida a metà i due lati laterali. Il masame migliora allontanandosi dal centro del tronco. Questo fa sì che non ci siano un lato superiore e un lato inferiore, ma il primo viene scelto in modo che abbia l'aspetto migliore.
- Tenmasa (天柾? venatura sul cielo): il masame è ben definito sui lati superiore e laterale più vicino al centro. I lati inferiore e laterale lontano dal centro presentano un itame. Il taglio viene eseguito in modo tale che la superficie dello shōgiban sia sovrapposta al raggio del tronco. Si tratta del taglio che garantisce la venatura più precisa sul lato superiore, il masame è infatti identico a qualsiasi distanza dal centro, è perciò molto apprezzato.
- Oimasa (追柾? venatura che insegue): il masame è ben definito sui lati superiore e laterale più vicino al centro. I lati inferiore e laterale lontano dal centro presentano un itame. Il taglio viene eseguito in modo che uno dei lati laterali sia sovrapposto al raggio del tronco. Il masame migliora allontanandosi dal centro. Questo taglio prende il nome dal fatto che è generalmente l'ultimo taglio ad essere eseguito, quando nessuno dei precedenti è più possibile.
- Kirimen (木裏面? retro dell'albero): il masame è presente parzialmente solo sul lato superiore. I lati inferiore e laterali presentano un itame. Il taglio viene eseguito in modo che il raggio divida a metà i lati superiore e inferiore, con il lato superiore più vicino al centro. Il masame migliora allontanandosi dal centro, mentre si trasforma in un itame avvicinandosi. Questo taglio è adatto ad alberi di piccolo diametro.
- Kihyōmen (木表面? superficie dell'albero): il masame è presente parzialmente solo sul lato inferiore. I lati superiore e laterali peresentano un itame. Il taglio viene eseguito in modo che il raggio divida a metà i lati superiore e inferiore, con il lato inferiore più vicino al centro. Si tratta del taglio più economico, in quanto può sfruttare anche gli alberi più piccoli.

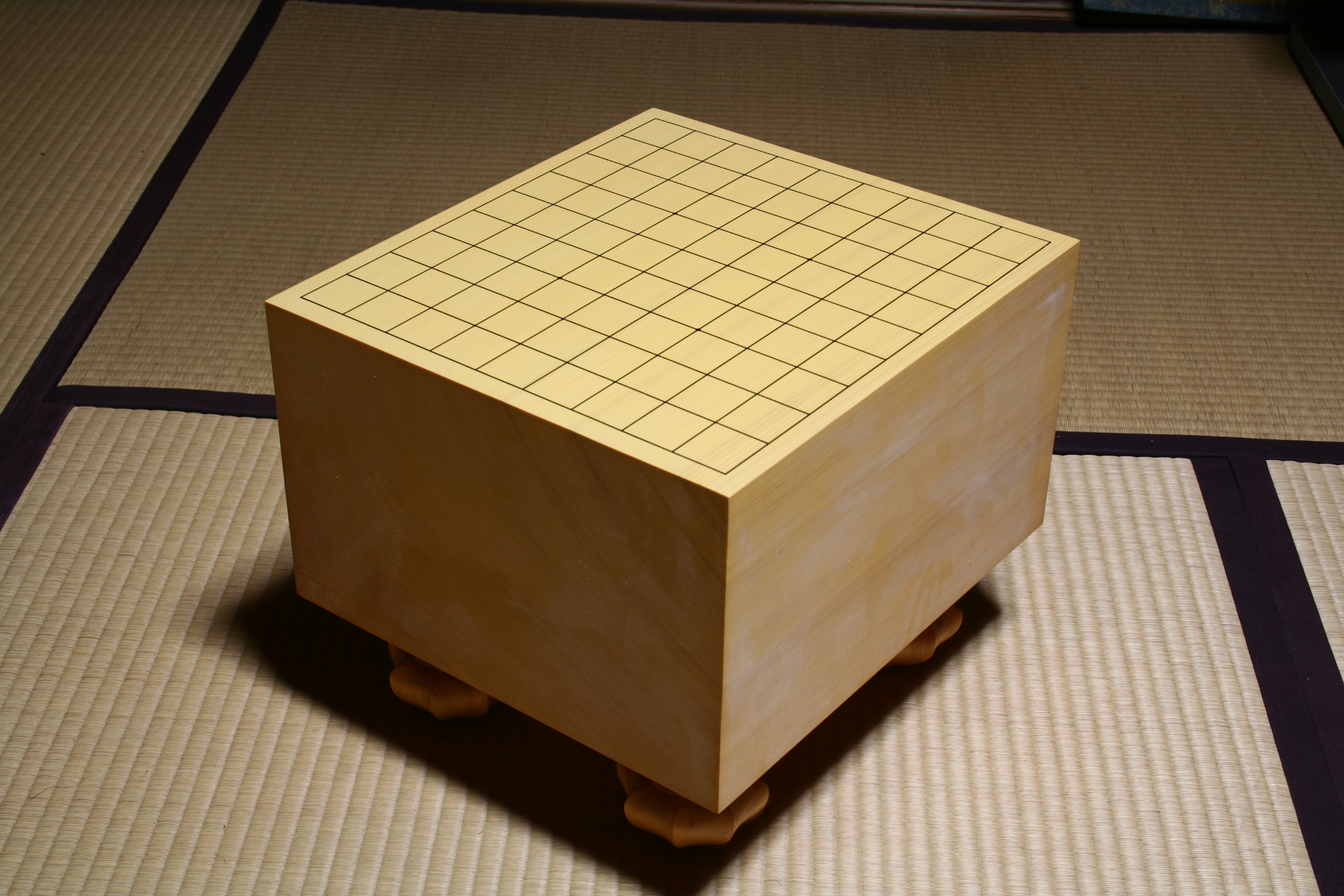
Uno shōgiban da pavimento.

Negli shōgiban più economici le linee sono stampate a macchina, in quelli di qualità intermedia vengono tracciate con un pennello (筆盛り?, fudemori) o una spatola (篦盛り?, heramori), mentre negli shōgiban migliori si utilizza la tecnica del tachimori (太刀盛り?): un artigiano esperto intinge la lama smussata e incandescente di una spada nella lacca, poggiandola poi sulla superficie dello shōgiban per tracciarne le linee. Le stelle (星?, hoshi) vengono poi impresse sulla tavola con uno stiletto anch'esso incandescente e immerso nella lacca.
Inoltre, a seconda della struttura dello shōgiban, esso può essere da tavolo (卓上将棋盤?, takujō shōgiban) o da pavimento (脚付き将棋盤?, ashi-tsuki shōgiban, shōgiban con gambe). Gli shōgiban da tavolo sono generalmente indicati da una misura che va da 3 (26 cm×30 cm) a 10 (32 cm×35 cm) e oltre (spesso fino a 30), a seconda della quale variano lunghezza, larghezza e spessore. In genere questi shōgiban sono costruiti con vari blocchi di legno (di solito quattro) e possono essere piegati a metà grazie a una striscia di carta o tessuto incollata tra i due blocchi centrali. In questo tipo di shōgiban il masame è solitamente molto preciso e le varie listelle di legno vengono incollate in modo tale che, almeno sulla superficie superiore, non si noti lo stacco tra l'una e l'altra.
Gli shōgiban con le gambe sono ritenuti più eleganti e pregiati. La misura della superficie è standard di 1 shaku e 1 sun (1尺1寸? 33 cm) di larghezza per 1 shaku e 2 sun (1尺2寸? 36 cm) di lunghezza. Lo spessore è comunemente misurato in sun (寸?), solitamente da 2 a 9 (anche se si può arrivare a 15). Più una tavola è spessa, più essa è ritenuta elegante. Per le competizioni ufficiali si utilizzano solitamente tavole di 6 o 7 sun. In questo tipo di shōgiban, nella parte inferiore si trova un'incisione a forma di piramide rovesciata chiamata oto-uke (音受け? ricevitore del suono), anche se è molto diffuso il nome popolare di chidamari (血溜まり? vasca del sangue) a causa della leggenda secondo cui uno spettatore che avesse emesso il minimo suono sarebbe stato decapitato alla fine della partita, e la sua testa poggiata sullo shōgiban rovesciato, cosicché il suo sangue si sarebbe raccolto nell'incisione. Lo scopo di questa struttura è in realtà quello di migliorare il suono dei pezzi quando vengono poggiati, far uscire l'umidità ed evitare che il legno si rompa durante la lavorazione.
Le gambe degli shōgiban sono a forma di frutto di Gardenia jasminoides, pianta che in giapponese ha il nome di kuchinashi (梔子?). Questa parola ha un suono che rimanda alla scrittura 口無し?, che significa "senza bocca", altro rimando all'obbligo di stare in silenzio. Sebbene il frutto della gardenia abbia sei facce, le gambe ne hanno otto, numero portafortuna. Una delle gambe è solo incastrata e smontandola si può vedere la firma dell'artigiano. Dopo le partite ufficiali, la parte inferiore dello shōgiban può essere firmata e timbrata dai giocatori e dai testimoni.

### Komadai

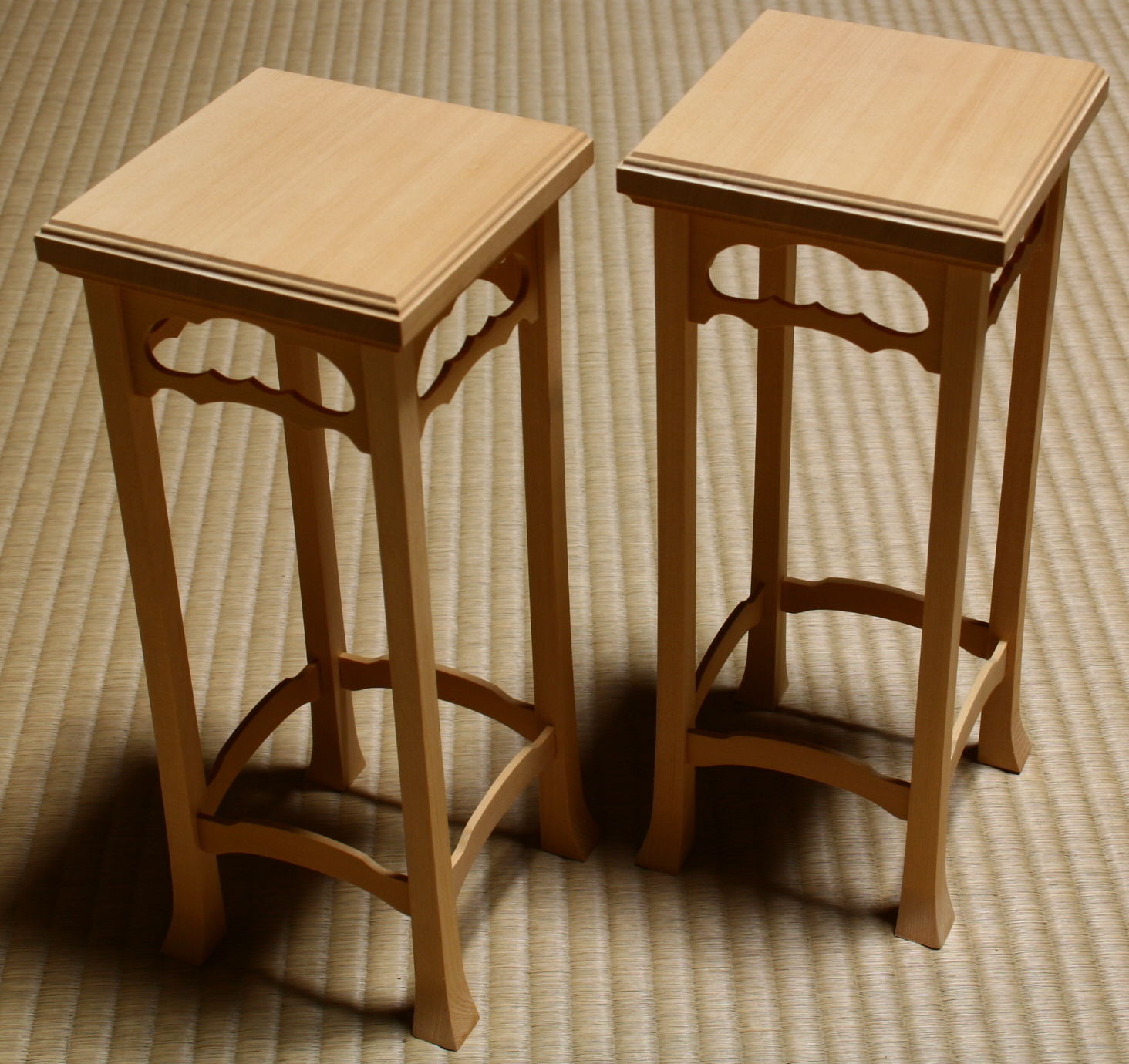
Komadai a torretta.

Anche la qualità dei komadai, come quella di koma e shōgiban, dipende soprattutto dal legno. Si può utilizzare lo stesso legno dello shōgiban oppure un legno più scuro. I legni più utilizzati sono dunque quelli di Torreya nucifera (本榧?, honkaya) e di alcune specie del genere Morus (本桑?, honkuwa). Il legno di kuwa è particolarmente duro, con un colore giallo più scuro del kaya, e per questo è ritenuto adatto per la fabbricazione di komadai di alta qualità. Un tipo di kuwa particolarmente apprezzato è quello delle isole di Mikurajima e Miyakejima (島桑?, shimakuwa).
Vengono inoltre utilizzati legni come quelli di Thujopsis dolabrata var. hondae (檜葉?, hiba), Cercidiphyllum japonicum (桂?, katsura) e varie specie del genere Picea (新榧?, shinkaya, nuovo kaya).
Anche per i komadai, proprio come per i koma, sono molto apprezzati il motivo a venature parallele (柾目?, masame) e il moku (杢?).
I komadai sono generalmente un po' più bassi dello shōgiban e, a seconda dello spessore di quest'ultimo, se ne possono usare di tre tipi, distinti dal numero di gambe:
- A torretta (櫓?, yagura) o a quattro gambe (四本足?, yonhon'ashi), con quattro gambe montate sotto gli angoli, utilizzati generalmente per shōgiban da 6 sun o più;
- A una gamba (一本足?, ippon'ashi), con una sola gamba montata al centro e una larga base quadrata, utilizzati in genere per shōgiban da 6 sun o meno;
- Piatti (板状?, itajō) o da tavolo (卓上用?, takujō-yō), senza gambe e con base piatta, utilizzati assieme a shōgiban da tavolo.

Le dimensioni della superficie dei komadai non sono fisse, tuttavia sono approssimativamente le stesse di un quadrato di nove caselle, infatti bisognerebbe potervi disporre agevolmente e ordinatamente una dozzina di pezzi. Il modo tradizionale per disporre i koma sul komadai è formare dei ventagli di pezzi con dimensioni simili, separando leggermente i pezzi di categorie diverse e unendo quelli dello stesso tipo. Inoltre, bisognerebbe tenere tutti i pezzi con il lato non promosso rivolto verso l'alto; in questo modo, l'avversario può vedere chiaramente e a colpo d'occhio i pezzi in mano del giocatore.

### Contenitori

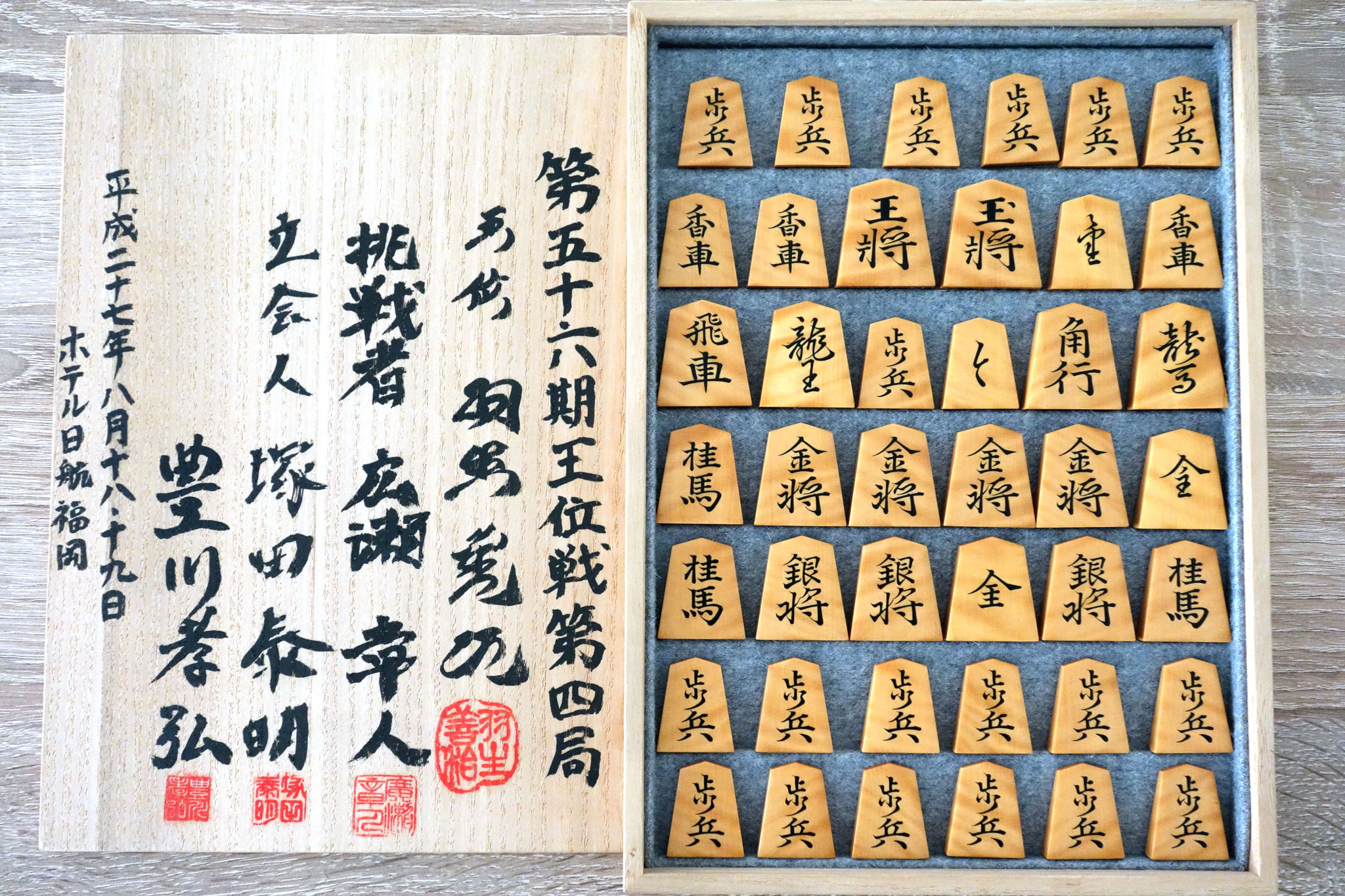
La hirabako con i pezzi della quarta partita della cinquantaseiesima battaglia per l'Ōi, avvenuta il 18 e il 19 agosto 2015 all'Hotel Nikkō di Fukuoka tra l'Ōi Habu Yoshiharu e lo sfidante Hirose Akihito, con testimoni Toyokawa Takahiro e Tsukuda Yasuaki.

Quando l'attrezzatura da shōgi non è in uso, viene generalmente riposta in alcuni contenitori specifici. I pezzi sono conservati in una borsa con laccio (巾着袋?, kinchaku-bukuro) di broccato (金襴?, kinran, lo stesso materiale usato per gli obi dei kimono) che prende il nome di komabukuro (駒袋? borsa dei pezzi), spesso molto decorata e di forma quadrata; la borsa deve infatti adattarsi ad una scatola di legno detta komabako (駒箱? scatola dei pezzi). Nei set di qualità, la scatola è solitamente costruita con lo stesso legno dei komadai oppure con un legno pregiato. Alcuni dei legni più apprezzati sono ebano (黒檀?, kokutan), bois de rose (紫檀?, shitan), Diospyros kaki con striature nere (黒柿?, kurogaki), varie specie del genere Morus (本桑?, honkuwa), Zelkova serrata (欅?, keyaki), Torreya nucifera (本榧?, honkaya) e Paulownia tomentosa (桐?, kiri).
Inoltre, per esporre set di pezzi di alta qualità si utilizzano scatole piatte (平箱?, hirabako), a volte con un rivestimento interno di velluto. In questo modo, i pezzi possono essere disposti ordinatamente e le scritte non si rovinano. I pezzi utilizzati nelle partite ufficiali sono conservati in una hirabako riportante sul coperchio il nome del torneo e della partita, la data e il luogo dell'incontro e le firme e i timbri dei giocatori e dei testimoni.
La komabako e i komadai sono a loro volta riposti in una cassa con apertura scorrevole e maniglia chiamata komadai-bako (駒台箱? scatola dei komadai). Questa è divisa in tre sezioni (in basso due verticali delle dimensioni dei komadai, in alto una orizzontale dell'altezza della komabako), solitamente costruita in legno di Paulownia tomentosa (桐?, kiri).
Gli shōgiban da pavimento sono solitamente coperti da un panno (布覆い?, fuōi, copertura di stoffa) e da un coperchio di legno chiamato ban'ōi (盤覆い? copertura della tavola), generalmente costruito con lo stesso legno della komadaibako. Anche l'interno del ban'ōi viene firmato e timbrato dai giocatori e dai testimoni dopo una partita ufficiale.
Gli shōgiban e i komadai da tavolo, invece, sono riposti in scatole piatte chiamate kenjō-bako (献上箱?).

### Annotazioni
1. ↑  Anche 今.
2. ↑  Anche 仝.
3. ↑  Anche 竜, forma semplificata del precedente.
4. ↑  Anche 个.
5. ↑  Il torneo prevede il ripescaggio: i qualificati necessitano di una vittoria per vincere, i ripescati devono ottenerne due.

### Fonti
1. 1 2  (JA) 4.王手と詰み, su Nihon Shōgi Renmei. URL consultato il 7 dicembre 2021.
«将棋は、先手と後手が交互に指し、最終的に相手の玉将を取ったほうが勝ちとなります。ただ、実際に玉を取るまでは指しません。相手が何を指しても次に玉を取られる状態を「詰み」といいます。「詰み」になった時点で将棋は終わります。
Nello shōgi, Sente e Gote si alternano, e il vincitore è colui che alla fine cattura il Re avversario. Tuttavia, non si gioca fino all'effettiva cattura del Re. La situazione in cui il Re verrebbe catturato alla mossa successiva indipendentemente dalla mossa dell'avversario è detto "scacco matto". La partita finisce non appena si verifica uno scacco matto»
2. ↑  (JA) 1.駒の並べ方, su Nihon Shōgi Renmei. URL consultato il 7 dicembre 2021.
«本将棋は、8種類の駒を各20枚、それを先手・後手がそれぞれ使いますので、計40枚の駒を使うことになります。
Nello hon shōgi, Sente e Gote utilizzano 20 pezzi ciascuno di 8 tipi diversi, per un totale di 40 pezzi»
3. ↑  (JA) 3.駒の動きと特徴, su Nihon Shōgi Renmei. URL consultato il 7 dicembre 2021.
4. ↑  (JA) 1.本将棋の並べ方, su Nihon Shōgi Renmei. URL consultato il 7 dicembre 2021.
5. 1 2 3   対局規定（抄録）, su Nihon Shōgi Renmei. URL consultato il 2 gennaio 2022 (archiviato dall'url originale il 2 gennaio 2022).
6. 1 2 3  (JA) 2.駒の動かし方, su Nihon Shōgi Renmei. URL consultato il 7 dicembre 2021.
7. 1 2  (JA) 5.反則について, su Nihon Shōgi Renmei. URL consultato il 7 dicembre 2021.
8. ↑  (JA) 4.王手と詰み, su Nihon Shōgi Renmei. URL consultato il 7 dicembre 2021.
«プロやアマ有段者の対局では、片方が負けを悟った場合は詰む前に「投了（とうりょう）」をするのが普通です。「負けました」などと発声するか、頭を下げて駒台に手を置くことが、投了の意思表示となります。
Nelle partite professionali o amatoriali, è normale ritirarsi prima di subire lo scacco matto. Dire "makemashita", fare un inchino e poggiare la mano sul komadai è il modo tradizionale per esprimere l'intenzione di ritirarsi»
9. ↑  (JA) Shin'ya Murase, 将棋、５００手で引き分けに 日本将棋連盟が規定改定：朝日新聞デジタル, su Asahi Shinbun, 7 ottobre 2019. URL consultato il 29 aprile 2022.
«将棋連盟で記録が整っている１９５４年以降の公式戦で最も長い手数は２０１８年２月２７日から翌日にかけて行われた第３１期竜王戦の中尾敏之五段―牧野光則五段戦で４２０手。
Il maggior numero di mosse nelle partite ufficiali successive 1954, le cui registrazioni sono arganizate dalla Nihon Shōgi Renmei, è di 420 mosse nella partita del 31º campionato Ryūō tra Nakao Toshiyuki 5º dan e Makino Mitsunori 5º dan, svoltasi dal 27 febbraio 2018 al giorno successivo.»
10. 1 2 3 4 5  (JA) 棋譜の表記方法, su Nihon Shōgi Renmei. URL consultato il 25 febbraio 2022.
11. ↑  (JA) 新設 級位認定状, su Nihon Shōgi Renmei. URL consultato il 26 aprile 2022.
12. 1 2  (JA) 中戸俊洋氏、渥美雅之氏にアマチュア九段位を授与, su Nihon Shōgi Renmei. URL consultato il 26 aprile 2022.
13. 1 2 3  (JA) 段と級, su Nihon Shōgi Renmei. URL consultato il 26 aprile 2022.
14. ↑  (JA) 段級位取得の方法, su Nihon Shōgi Renmei. URL consultato il 26 aprile 2022.
15. ↑  (JA) 免状の文面と意味, su Nihon Shōgi Renmei. URL consultato il 22 aprile 2022.
16. 1 2  (JA) 研修会, su Nihon Shōgi Renmei. URL consultato il 26 aprile 2022.
17. 1 2  (JA) 昇段規定, su Nihon Shōgi Renmei. URL consultato il 26 aprile 2022.
18. ↑  (JA) 奨励会, su Nihon Shōgi Renmei. URL consultato il 26 aprile 2022.
19. 1 2 3 4  (JA) 奨励会規定, su Nihon Shōgi Renmei. URL consultato il 26 aprile 2022.
20. ↑  (JA) 盤材の名称と木取り例, su Maruhachi Gobanten. URL consultato il 27 dicembre 2021.
21. 1 2 3 4  (JA) 将棋の歴史・駒箱・駒台について, su Kyōto Ōishi Tengudō. URL consultato il 29 dicembre 2021.